# SK Slavia Praha 2013/2014
Tento článek se podrobně zabývá sestavou a zápasy týmu SK Slavia Praha v sezoně 2013/14. Slavia již čtyři sezony čekala na zisk významnější trofeje. Naposledy se jí to povedlo v sezoně 2008/09, kdy získala 17. mistrovský titul v rámci 1. české fotbalové ligy. Čtvrtou sezonu v řadě nenastupovala Slavia ani v Evropských pohárech, protože v minulé sezoně obsadila v Gambrinus lize až 7. místo.
Druhou sezonu byl rezervní tým klubu, nyní juniorský tým, součástí Juniorské ligy, kde obhajoval druhé místo z předchozího ročníku. V této sezoně se stal jejím šampionem.
Trenéry "A–týmu" byli Michal Petrouš, který do funkce nastoupil až v dubnu, kdy po odehrání 25 kol Gambrinus ligy nahradil Petra Radu. Následoval ho trenér národního týmu do 19 let Miroslav Koubek a později i po dlouhé době první zahraniční trenér Slavie - Nizozemec Alex Pastoor. Personální změna nastala i na postu Generálního manažera, kterým se stal zkušený fotbalový manažer Jaromír Šeterle, který ve funkci nahradil po ročním angažmá končícího Zbyňka Kusého. Šetrle však angažmá ukončil pro nesouhlas s výměnou trenéra Koubka.
Slavia nastoupila ve dvou soutěžích. Účinkování v Poháru České pošty odstartoval druhým kolem v srpnu 2013 a Slavia se probojovala až do čtvrtfinále, kde byla vyřazena Zbrojovkou Brno. V této sezoně si Slavia umístění nevylepšila, když skončila na 13. místě poté, co až do konce soutěže bojovala o záchranu.

## Podrobný popis sezony

### Červen – předsezónní události

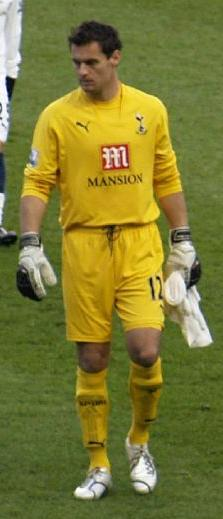
Radek Černý se vrátil do klubu po osmi letech.

Jako tradičně, období po skončení sezony je časem změn jak v realizačním týmu, tak v hráčském kádru. Nejinak tomu bylo i po sezóně 2012/2013. Hlavním tématem debat byla pozice hlavního trenéra. Po 25. kole minulého ligového ročníku byl odvolán Petr Rada a na jeho místo nastoupil Michal Petrouš. Jeho krátké angažmá bylo úspěšné, a proto se jej vedení rozhodlo angažovat i na další sezonu.
To již v jeho vedení ale nebyl generální manažer Zbyněk Kusý, který ve funkci vydržel pouze jednu sezonu. Jeho nástupcem se stal fotbalový manažer Jaromír Šeterle, který již ve Slavii působil, a mimo jiné ji dovedl k mistrovskému titulu v sezoně 1995/96. A právě Šeterle již podepisoval s Petroušem nový kontrakt. Nové akvizice dostal i realizační tým. Na post druhého asistenta a zároveň trenéra brankářů byl angažován Juraj Šimurka, novým kondičním trenérem se stal Pavel Čvančara.
Po půlročním působení v klubu skončil útočník Rudolf Skácel, kterému vedení odmítlo prodloužit smlouvu. Slavia nastoupila k přípravě na novou sezonu 17. června a krom Skácela chyběl i Jan Vošahlík, který se po ročním hostování vrátil do mateřského klubu FK Baumit Jablonec. Dalším, kdo klub opustil byl i David Hubáček, poslední hráč z mistrovských kádrů sezón 2007/08 a 2008/09, jež se po osmi letech v sešívaném dresu vrátil do rodného Zlína. Vedení se ho pokusilo přemluvit, aby své rozhodnutí ještě zvážil a nabídlo mu novou smlouvu. Hráč však ani po krátkém váhání své rozhodnutí nezměnil a 21. června oznámil vedení vršovického klubu, že s ním neprodlouží smlouvu a vrací se do klubu FC Fastav Zlín.
Krátce na to, 23. června, odcestoval tým na herní soustředění do rakouského horského střediska Kaprun. Tým odjel bez stopera Martina Dobrotky, který laboroval se zraněním. Naopak s týmem odjel i brankář Radek Černý, který se v klubu ucházel o angažmá. Součástí soustředění byly i tři utkání se zahraničními soupeři. Prvním z nich byl ázerbájdžánský FC Inter Baku, se kterým Slavia bez hlavních opor remizovala 1–1. To ve druhém zápasu už se hlavní opory představily a bylo to znát. S ruským klubem FK Krasnodar vstřelili sešívaní pět branek a zvítězili 5–3. Trefili se i nováčci Kolařík a Bazal, které trenér Michal Petrouš povolal z juniorského týmu.
Poslední utkání v rámci herního soustředění už tak dobře nedopadlo. Slavia bez hlavních opor nestačila na v minulé sezoně prvoligový německý tým SpVgg Greuther Fürth a podlehla mu hladce 0–3. V brance se představil po osmi letech Radek Černý.

### Červenec
Po příjezdu z Rakouska měl tým na programu přípravné utkání s druholigovými FK Pardubice. Vzhledem k náročnému programu nastoupili do zápasu hráči z širšího kádru a zápas se jim nepovedl. Svému soupeři podlehli vysoko 1–5. Hráči základní sestavy odcestovali krátce na to do švýcarského Bernu k dalšímu přípravnému utkání s místními Young Boys Bern. Za Slavii dvakrát skóroval Martin Juhar, ale domácí dvakrát vyrovnávali z pokutového kopu, a tak byl konečný stav utkání 2–2.
Hráči, kteří neodcestovali do Švýcarska, odehráli v Hradci Králové utkání s místním FC. Tým vedl trenér juniorky Daniel Šmejkal a ukořistil s ním cennou výhru 2–1. Za sešívané se dvakrát trefil Marek Červenka, který později zamířil na testy do týmu FK Viktoria Žižkov.
Ve středu 10. července podepsal roční kontrakt navrátilec, veterán Radek Černý, který s klubem získal 3× Český pohár. S téměř 40letým brankářem se počítalo hlavně na post dvojky. Druhou posilou se stal ofenzivní záložník z klubu FC Hradec Králové – Vojtěch Štěpán, který přišel na půlroční hostovaní s opcí. Gólově se prosadil hned den po podepsání smlouvy, kdy se tým v generálce na novou sezonu utkal s týmem FK Baník Most. Soupeř, který v předchozí sezoně sestoupil do ČFL, neměl nárok na úspěch a z Eden Arény si odvezl porážku 0–4. V prvním poločase se prosadil stoper Milan Bortel, v tom druhém se k němu přidali právě Vojtěch Štěpán a dvakrát Štěpán Koreš, přičemž na obě branky mu přihrál Štěpán, kterému stačilo odehrát pouze 45 minut. V tu dobu se ještě rozhodovalo o možném angažmá u dvou hráčů. Na testech v klubu byli Jiří Krejčí a Kaarl Kiidron, ale ani jeden z nich nebyl úspěšný.
Ve třetím červencovém týdnu, tedy krátce před ligovým startem, se ještě dolaďovalo celkové složení kádru. V přestup se změnilo hostování Jiřího Vondráčka, který do Slavie přišel v roce 2011 z divizního FK Náchoda. Naopak na hostování do druholigového klubu FC MAS Táborsko odešel záložník Luboš Tusjak, a to na podzimní část sezony. Zpět do Juniorky zamířili Marek Čepelák a Robert Hrubý. Následně ještě vedení vydalo zprávu, že prodloužilo kontrakt do 30. června 2016 s Jaromírem Zmrhalem.
První ligové utkání sezony přišlo 19. července s týmem FC Baník Ostrava. Sešívaní nastoupili v podobné sestavě jako při úspěšném závěru loňské sezony. První poločas skončil bez branek a v 60. minutě se z ojedinělé šance Baníku trefil z hranice velkého vápna Davor Kukec. Slavia pak ještě umocnila už tak velký tlak a o dvě minuty později vyrovnal Tomáš Mičola. Poté na 14 minut nastal blackout. Po návratu z kabin už se slávistům žádnou z velkých šancí proměnit nepodařilo, a tak duel skončil 1–1.
Ve druhém kole cestovala Slavia do Liberce, kde ji přivítal místní Slovan. Do slavistické branky se místo zraněného Čontofalského postavil po osmi letech Radek Černý. V prvním poločase byla aktivnější a cíl, přivést tři body, přiblížil ve 44. minutě střelou z vápna Karol Kisel. Jeho balon skončil v pravém horním rohu branky. Po přestávce se však vrátil jiný soupeř, který dvěma brankami ze 46. a 59. minuty, kdy v obou případech z pravé strany centroval Ondřej Kušnír a zakončoval hlavou (zády) Michael Rabušic, utkání otočil na 2–1. Poslední půlhodinu hry si už pohlídal a i přes některé nadějné akce Slavie tímto výsledkem zvítězil. Sešívaní tak po dvou utkáních měli na kontě pouze jediný bod.

### Srpen
SK Sigma Olomouc byl soupeřem pro pondělní dohrávku 3. kola Gambrinus ligy. Sigma byla posledním týmem, který ještě nezískal v onom ročníku bod a oba soupeři tak nutně potřebovali bodový zisk. Na rozcvičce se zranil Tomáš Mičola a do utkání nenastoupil. Ve hře sešívaných to bylo znát a Olomouc byla v prvním poločase lepším týmem. Po brance Šindeláře z 35. minuty navíc vedla 1–0. V 61. minutě skóroval i Jan Navrátil a o chvíli později rozhodčí Sigmě neuznali další regulérní branku. V 68. minutě snížil po závaru Ondřej Petrák a náznak náporu znovu uťal Olomoucký Ivan Lietava, který zvýšil na 1–3. Poslední naději vrátil Slavii z volného přímého kopu Karol Kisel, ale nic to nezměnilo na tom, že jeho tým prohrál a poprvé v historii Gambrinus ligy, vyjma 1. kola 2011/12, spadl na sestupové pozice.

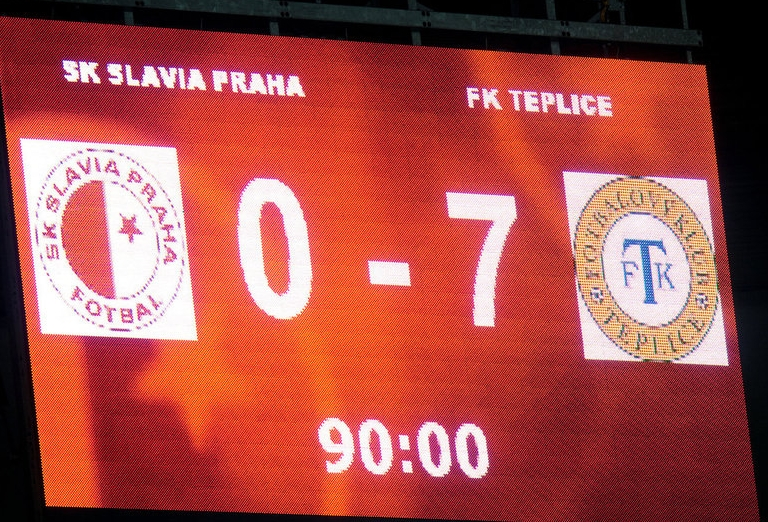
Porážka 0–7 je nejvyšší porážkou v historii klubu. Stejným skóre prohrál pouze v utkání Ligy mistrů na Arsenalu.

První, velmi důležité vítězství, přišlo ve 4. kole, kdy Slavia zajížděla na nedalekou Julisku k malému pražskému derby proti Dukle Praha. Zpočátku byla pod tlakem, ale ve 27. minutě se střelou z voleje prosadil třetí brankou sezóny Karol Kisel. Domácí se snažili vyrovnat, ale druhou 100% gólovou šanci zahodil ve 2. poločase slávista, Milan Škoda. Poté ještě rozhodčí odpustil domácím pokutový kop a další branka už v utkání nepadla. Slavia zvítězila 1–0 a odlepila se od dna tabulky.
Po první výhře následoval velký průšvih. V 5. kole sešívaní přivítali FK Teplice a na utkání by raději zapomněli. Hosty poslal v 11. minutě do vedení Ivo Táborský a ve 27. minutě navýšil vedení Jablonský. Slavia se poté do zápasu vrátila, ale tlak na začátku druhé půle ukončila ztráta míče a rychlý protiútok na jehož konci skóroval střídající Mahmutović. Když v 70. minutě uviděl žlutou a za následné protesty i červenou kartu Karol Kisel, odpor Slavie se sesypal. Teplice během závěrečných 18 minut vstřelili ještě další čtyři branky a uštědřili červenobílým nejvyšší ligovou porážku v historii 0–7. Po utkání se zvedla nevole fanoušků, po které následovaly pokuty a spekulace o konci trenéra Michala Petrouše.
Vedení udělilo hráčské kabině pokutu 1 milion korun s tím, že se může navýšit, pokud klub nevyhraje tři utkání v řadě. Na první z oněch tří duelů cestovala Slavia do Brna, kde sehrála zápas s 1. SC Znojmo. S "nožem na krku" utkání i bez potrestaného kapitána Kisela zvládla a díky brance Štěpána Koreše zvítězila 1–0. Pokutě 500 tisíc se tedy v prvním případě vyhnula.
Fanoušci i hráči si spravili pošramocené sebevědomí v utkání 2. kola Poháru České pošty. Soupeřem byl ve svém domácím prostředí třetiligový FC Chomutov. Slavia pod hrozbou pokuty nastoupila v plné sestavě a to vedlo k vítězství. I díky dvougólovým příspěvkům Martina Hurky a Dávida Škutky červenobílí nezaváhali a tentokrát sami vysoko zvítězili 7–0.

### Září
V neděli 1. září zavítala Slavia na Vysočinu, kde odehrála 8. kolo Gambrinus ligy proti Vysočině Jihlava. Aby hráči sešívaných nemuseli platit dodatečnou pokutu 500 tisíc korun, museli zvítězit i v tomto utkání. K vítězství je ve 14. minutě přiblížil Dávid Škutka, když hlavičkou překonal brankáře Blažka. Slavia byla po celý poločas lepší, ale po přestávce se obraz hry změnil. Vysočina se dostávala do šancí a v 74. minutě odpískal rozhodčí přísný pokutový kop. Domácí z něho vyrovnali na 1–1. Vzápětí měl obrovskou šanci Karol Kisel, ale minul odkrytou branku. V 85. minutě tak skórovali domácí, Milan Kopic se štěstím přesně trefil místo u tyče a Slavia tak prohrála 1–2.
Reprezentační přestávka, která následovala po utkání v Jihlavě, tak přišla vhod. Sešívaní si naplánovali přípravné utkání s 1. FC Union Berlín a začala hledat posily. Utkání v Berlíně bylo na programu 7. září a Slavia nasadila dvě zahraniční posily. Do druhého poločasu se zapojili nigerijský stoper Sergio Uyi a anglický záložník Alban Bunjaku. Druhý jmenovaný vstřelil po tříminutovém pobytu na hřišti branku, která vedla ke konečné remíze 1–1.
Slavia lanařila i další posily. Milan Černý si po jednání vybral působení v Dukle Praha, v jednání byli i bývalí hráči Erich Brabec a Marek Jarolím, ale ani jeden se na angažmá nedohodl.
Po reprezentační pauze následovalo domácí utkání s Mladou Boleslaví. Slávisté do něj na domácí půdě nastoupili s mladým debutujícím brankářem Hrubešem, pro kterého se zápas nevyvinul příliš šťastně, když v první polovině zápasu pustil Štohanzlovu střelu a na konci poločasu mu po hrubé chybě obrany nezbývalo nic jiného, než mimo pokutové území faulovat útočníka boleslavských v jasné šanci , a obdržel červenou kartu. V druhé půli Hrubeše v brance vystřídal Rakovan, jenž vystřídal Gecova, a Slavia inkasovala ještě třikrát – branky docílili Šćuk, Nešpor a v závěru Chramosta. Porážka 0:4 nakonec donutila k rezignaci trenéra Michala Petrouše, kterou jmenovaný oznámil záhy na tiskové konferenci po utkání.
O pět dní později byl do pozice trenéra sešívaných jmenován tehdejší trenér české reprezentace do 19 let Miroslav Koubek. V předvečer jeho představení ale Slavii ještě čekal pohárový duel na půdě olomouckého HFK. Tým v tomto zápase vedla dvojice Petroušových asistentů Ivo Knoflíček a Juraj Šimurka. Vítězství 2:1 nad sokem z MSFL zařídil Dávid Škutka, jež svými góly po centrech Dostála a Juhara orámoval poločasovou přestávku a domácí následně stačili již jen korigovat. Slavia tak poměrně klidně postoupila do osmifinále Poháru České pošty.
Ve stejný den, kdy byl v Edenu představen Miroslav Koubek, se i podařilo dokončit přestup Maria Ličky, jenž přišel z francouzského Brestu. 22. září bylo na programu utkání s Jabloncem. Do branky se postavil Rakovan a na pozici stopera Ondřej Petrák. Slavia v tomto utkání již o 15. minuty prohrávala po brance Kopice a vyrovnat se jí podařilo až ve druhém poločase po spolupráci Mičoly a Škutky. Jablonci se však přecijen podařilo vyhrát, když několik desítek sekund po vypršení nastaveného času zvýšil na konečných 2:1 Beneš.
V den 100 výročí narození slávistické legendy Pepiho Bicana byl završen i přestup obránce a reprezentanta Kapverdských ostrovů Fernanda Nevese, jenž přišel z druholigového francouzského celku LB Châteauroux, a jehož trenér Koubek zná ze společného působení v Baníku Ostrava.
Závěr měsíce září pak ozdobilo v pořadí již 280. derby. Slavii se ani na vlastní půdě, před téměř 16 tisíci diváků nepodařilo dosáhnout jakéhokoli příznivého výsledku a prohrála s největším rivalem 0:2 po gólech odchovanců Slavie Váchy a Dočkala. Do paměti se tento zápas zapsal pravděpodobně zejména spornou situací, která předcházela prvnímu gólu sparťanů a závěrečným vyloučením slávistického kapitána Kisela. Slavia tak v září prohrála všechny své ligové zápasy a propadla se v tabulce až na 15. sestupové místo.

### Říjen
První říjnový víkend byl netypicky věnován zápasům ligového poháru. Slavia zajížděla k prvnímu zápasu svého osmifinále do Varnsdorfu, kde v rovněž netypickém rozestavení 4-4-2 a bez distancovaného kapitána Kisela nedokázala vstřelit gól, ale na druhou stranu i přes tlak druholigového soupeře žádný neobdržela, tudíž ze soupeřova hřiště odjížděla s nebezpečnou remízou 0:0.
V následující reprezentační přestávce Slavia sehrála přátelské utkání na půdě divizního celku Trutnova. Dvě odlišné sestavy pro každý z poločasů dokázaly Trutnovu vstřelit celkem 4 góly, než se domácím podařilo v 63. Minutě výsledek alespoň korigovat na konečných 4:1. Za Slavii se trefili Šimeček, hostující Štěpán, Prošek a Hrubý.
Po přestávce na hráče čekal další těžký zápas. V Doosan Areně se Slavia střetla s úřadujícími mistry z Plzně. Slavia od 30. minuty zásluhou Juhara překvapivě vedla, ale domácímu Rajtoralovi podařilo srovnat. V 88. Minutě pak Petržela simuloval v pokutovém území a rozhodčí Jílek nařídil proti Slavii penaltu, kterou však brankář Rakovan chytil a zápas skončil smírným výsledkem 1:1.
V pátek 25. října pak do Edenu k Vršovickému derby zavítali Bohemians 1905. Slávisté povzbuzeni výkonem proti Plzni nastoupili i s Marcelem Gecovem, jenž si odpykal trest za žluté karty a svého soupeře porazili 1:0 po trefě Juhara. Díky tomuto vítězství se Slavia po třech kolech odpoutala z 15. sestupové pozice.
Následující týden byl ozvláštněn odvetou osmifinálového duelu Poháru České pošty. Do Edenu zavítal druholigový Varnsdorf, který by v případě skórování Slavii výrazně ztížil případný postup do čtvrtfinále. V posledním pohárovém zápasu Slavie v roce 2013 na překvapení nedošlo a Slavia soupeře vyřadila, když již v 7. minutě rozhodl Mičola.
V říjnu byly v rámci Gambrinus ligy odehrány pouze dva zápasy, ze kterých Slavia vytěžila 4 body a odpoutala se od dna ligové tabulky. Osmifinálový pohárový dvou-souboj vyšel pro Slavii taktéž příznivě, když si tým vysloužil postup jarní části soutěže.

### Listopad
V listopadu byla odehrána 3 zbývající kola podzimní části soutěže. První listopadový víkend Slavii přivítala na u Litavky domácí Příbram. V základní sestavě chyběli zraněný Kisel a sotva doléčený Ondřej Petrák. Na příbramském stadionu tradičně špatně hrající Slavia vyválčila bezbrankovou remízu, i přes kvalitní hru domácích.
Předposlední podzimní domácí zápas pak Slavia odehrála o týden později, když do Edenu zavítalo Brno. Slávistům se opět nepodařilo vstřelit branku a tím pádem se ani posunout do klidnějšího středu ligové tabulky. Snad díky tomu, že se Zbrojovce v Edenu historicky nedaří, skončil zápas opět bezgólovou remízou.
Po další reprezentační přestávce, během níž se začalo více diskutovat o možném prodeji části klubu do ruských rukou, zavítala Slavia oficiálně poslednímu podzimnímu kolu do Uherského Hradiště. Na hřišti Slovácka však Slavia ve 3 ze 4 posledních zápasů inkasovala 3 góly a prohrála. A ani tentokrát tomu nebylo jinak. Skóre otevřel již ve 39. minutě Milan Kerbr z penalty a ve druhém poločase zvyšoval Došek a v samotném závěru pak další prohru tříbrankovým rozdílem pečetil ex-slávista Ladislav Volešák. Díky tomuto výsledku a faktu, že slávisté nedokázali vstřelit branku v posledních 3 zápasech, klesla Slavia v polovině soutěže opět na sestupovou 15. příčku.

### Prosinec
Listopadový gólový půst mohli hráči napravit v tradičně předehrávaném 16. kole, na domácí půdě proti Liberci. V ligovém utkání, na které dorazil nejnižší počet diváku v sezoně 2013/2014 se s profesionální kariérou fotbalisty rozloučil kapitán Karol Kisel. Slávisté potřebovali nutně získat body, aby se vyhnuli sestupovým pozicím, na kterých by musel strávit zimní přestávku. Už od 9. Minuty však po trefě Rabušice. Slávistům se díky Juharovi podařilo vyrovnat ještě v prvním poločase a stejný hráč pak přidal vítězný gól na 2:1. Díky tomuto výsledku se Slavia dostala na 11. příčku, což bylo nejlepší umístění od 8. Kola, kdy byla Slavia v tabulce osmá.
Ještě před zimní dovolenou se pak začalo jednat o možných posilách a hlavně odchodech. Jako první možný příchod byl zmiňován Jan Vošahlík, který ve Slavii již z Jablonce hostoval na jaře 2013. Na druhou stranu, pěti hráčům již bylo sděleno, že s nimi nadále není počítáno. Vedení se rozhodlo nevyužít opce na pravého záložníka Štěpána, hostujícího v Praze z Hradce Králové, a dále se měla Slavia rozloučit s Martinem Feninem a Slováky Bortelem, Čonkou a Škutkou. Jak se však později ukázalo, odchod těchto čtyř hráčů nebyl tak jednoduchý.
Ještě před Vánoci se pak na veřejnost dostala informace, že Jablonečtí hráči Vošahlík a Piták dostali svolení jednat o svém přestupu do Slavie. K těmto přestupům pak v lednu nakonec opravdu došlo a Jan Vošahlík i slávistická ikona Karel Piták se do Slavie po osmi letech, které strávil v FC Red Bull Salzburg a v FK Jablonec, vrátil.

### Leden
Tři dny po tradičních Silvestrovských zápasech, které Slavia ovládla v obou kategoriích, začala zimní příprava na jarní sezonu. Do přípravy nastoupilo 24 hráčů, z nichž však hned 13 bylo možné počítat jako hráče zálohy. Z útočníků k testům na FTVS nastoupili pouze Juhar s Vyhnalem a pouze šest obránců, z nichž Milan Škoda začínal sezonu jako typický útočník. Mimo výše zmíněných 5 z kádru vyřazených hráčů, se už nadále nepočítalo s Tomášem Frejlachem, který se vrátil z hostování ve Zbrojovce. Martin Hurka navíc začal zimní přípravu s týmem Viktorie Žižkov, kde mu mělo být domluveno hostování.
Slabé obsazení v ofenzivě týmu se podařilo částečně napravit hned následující pondělí, kdy byl na mimořádné tiskové konference představen Tomáš Necid, jenž se do Slavie vrátil na půlroční hostování z CSKA Moskva. Na druhou stranu došlo také k odchodu jednoho z talentovaných mladíků. Ondřej Petrák se na 4 a půl roku upsal bundesligovému celku z Norimberku.
K prvnímu utkání nového roku pak Slavia nastoupila 8. ledna v rámci zimní Tipsport ligy. Proti Dukle na umělé trávě v Edenu nastoupila sestava, jež s výjimkou Čontofalského a Vošahlíka spíše připomínala juniorský tým. Mladí hráči (v kombinované sestavě hrající) Dukle podlehli vysoko - 0:4. Pozitivní závěr měl zápas pro obránce Tomáše Součka, který byl dodatečně nominován na kondiční soustředění A-týmu na Kanárských ostrovech.
Na konci druhého lednového týdne se k týmu připojil mladý Ghanský záložník Joseph Mensah a objevili se informace, že se klub zajímá i o jiného hráče z afrického kontinentu, totiž jihoafrického obránce Keegana Ritchieho.
Na kondičním soustředění slávisté sehráli dvě tréninková utkání proti místním celkům ze 4. a 5. nejvyšší španělské soutěže. Těmito celky byly CD Buzanada, který Slavii podlehl 5:0 a tým ze San Lorenza, jemuž hráči vstřelili 13 branek.
Po návratu ze soustředění na hráče čekalo třetí utkání skupinové fáze Tipsport ligy. Druhé utkání proti Táborsku sehrál dva dny po utkání s Duklou juniorský tým. Slávisté v utkání dvakrát vedli po proměněné penaltě Karla Pitáka a hlavičce Milana Škody, ale soupeř vždy dokázal vyrovnat. Bez odpovědi tak zůstala až Vyhnalova dorážka z druhého poločasu. Před koncem mohl ještě zvýšit nováček Mensah, ale penaltu neproměnil, a tak Slavia porazila Žižkov 3:2. Díky předcházejícím výsledkům tato výhra na postup ze skupinové fáze nestačila a Slavia tak o několik dní později sehrála v rámci Tipsport ligy pouze zápas o umístění se Slovanem Liberec. Tento zápas, ne který obě mužstva nasadila to lepší ze sestavy, skončil v neprospěch Slavie, když jediný gól utkání vstřelil Rabušic a Lička z penalty nedokázal odpovědět.
V posledním přípravném utkání před odletem týmu na herní soustředění v Turecku porazila Slavia Vlašim 3:1 po brankách Nitrianského, Ličky a Necida. V průběhu ledna se trenér Koubek dohodl na ukončení svého působení u reprezentace do 19 let a objevili se spekulace, že se klub zajímá o mladoboleslavského Ondřeje Kúdelu. K jeho přestupu ale nakonec nedošlo.

### Únor
Na soustředění do Turecka Slavia odletěla bez stále zraněného obránce Martina Dobrotky, k týmu se naopak již připojil Tomáš Mičola. V prvním utkání si červenobílí dokázali poradit s maďarským celkem Szombathelyi Haladás. Slávisté po brankách Necida a Juhara vedli již 2:0, ale toto vedení ztratili. V 85. minutě však rozhodl svoji trefou Václav Prošek. K týmu se po tomto zápase připojili dvě zahraniční posily. Jednalo se o už zmíněného krajního beka Keegana Ritchieho z JAR a záložníka s francouzským a alžírským občanstvím Damiena Boudjemaa.
V dalších dvou utkáních s Constantou a CSKA Sofia, ve kterých došlo k testování dalšího jihoafrického beka Rogera da Costy, Slavia podlehla soupeři shodně 0:1. Poslední turecký zápas sešívaní sehráli proti ukrajinskému Metalurgu Doněck. Zápas skončil 1:1, když se za červenobílé trefil Nitrianský. Po zápase bylo trenérem Koubkem oznámeno, že testovaný da Costa do Slavie nepřestoupí.
Generálku před ligou zajistilo utkání se soupeřem, s nímž se Slavia střetla již na konci ledna v rámci Tipsport ligy – se Slovanem Liberec. Utkání hrané na stadionu Slovanu mělo i stejný výsledek, jako předcházející duel. Jedinou branku utkání však nestřelil Rabušic, ale Šural.
Před začátkem ligových klání došlo ještě k několika změnám v kádru. Martinu Feninovi byla ukončena smlouva, načež hráč dal Slavii k arbitráži, než se druhý den obě strany vzájemně dohodly. Fenin později podepsal smlouvu v Teplicích. Dávid Škutka si dohodl hostování v Baníku Ostrava a mezi Slavií a Mladou Boleslaví došlo k výměně hráčů. Z Boleslavi dorazil na půlroční hostování stoper Michal Smejkal a opačným směrem putoval záložník Štěpán Koreš, taktéž pouze na jarní část. Slavia tím dočasně vyřešila přetlak hráčů v záloze a nedostatek obránců.
V únoru pak byly sehrány zápasy 17. a 18. kola. Pokud si někdo myslel, že příprava mohla být znamením nějakého herního vzestupu sešívaných a brzké ligové záchrany, byl zřejmě 22. února večer nemile překvapen. Slavii v tomto kole přivítala Sigma Olomouc, posílená i z Rizesporu hostujícího na Slovensku naturalizovaného Argentince Davida Depetrise. Sigma Slavii již v prvním poločase vstřelila 4 góly, a i když se v druhé půli trefil z dálky nováček Boudjemaa, jakákoli šance na další zdramatizování výrazně snížil Nitrianský, jenž se nechal v 69. minutě vyloučit. Na konečných 5:1 pro Sigmu pak pečetil Tomáš Zahradníček, který zároveň skóre otevřel.
Jak se později ukázalo, tento neúspěch stál za odvoláním trenéra Koubka a celého realizačního týmu, i když v následujícím utkání Slavia porazila, i přes Vošahlíkovu červenou kartu, Duklu 2:1. Již po patnácti minutách se trefil Smejkal a na konci poločasu poté Necid. Za hosty pak na konci zápasu snižoval Pospěch.

### Březen
Špatný výchozí výsledek z prvního zápasu se Sigmou přinesl se zpožděním zemětřesení v realizačním týmu. 3. března byl trenér a jeho asistenti odvoláni a den na to byl v Edenu představen třetí trenér Slavie v probíhající sezoně – Nizozemec Alex Pastoor. Jednalo se o teprve třetího cizince na pozici hlavního trenéra Slavie a zároveň prvního od roku 1935, kdy lavičku opustil Konrád Kalmán.
Na pozici asistenta byl jmenován Martin Poustka, který již Slavii trénoval v roce 2012 a průběžně se pohybuje v mládežnických celcích Slavie, a jako trenér brankářů Oldřich Pařízek. K týmu do 19 let se pak místo Martina Poustky přesunul Michal Petrouš s Ivo Knoflíčkem. Ve spojitosti s výměnou trenérů následující týden rezignoval i generální ředitel Jaromír Šetrle.
Pod novým koučem pak Slavia zavítala do Teplic, které ji na podzim udělily historický debakl. Vedle zlepšeného výkonu týmu si nejeden fanoušek vzpomene na likvidační faul, kterým domácí Matula zranil na jaře slibně hrajícího Damiena Boudjemaa a třetí červená karta pro červenobílé ve třech jarních utkáních (v 50. minutě ji obdržel Gecov). Dobrý herní projev ale nakonec ke kýženým bodům, když se v 86. minutě využil početní výhodu domácích ex-slávista Hošek.
Následující týden Eden poprvé v historii přivítal Znojmo. V prvním domácím zápase pod novým trenérem tým dokázal navázat herní projev z Teplic a zvítězil po dvou brankách kapitána Karla Pitáka. První gól Piták vstřelil již v prvním poločase po centru Nitrianského a druhý pár minut po soupeřově vyrovnání po přihrávce Damiena Boudjemaa v krátce před koncem. Slávisté poprvé na jaře nebyli v tomto zápase vyloučeni a Karel Piták vstřelil dva góly v jednom utkání poprvé v kariéře.
Před následujícím utkáním s Jihlavou prodloužil do roku 2018 smlouvu mladý záložník Robert Hrubý. S hosty z Jihlavy se do Edenu vrátil bývalý slávistický trenér Petr Rada. Slavia k zápasu nastoupila teprve podruhé v sezoně ve svém oficiálním úředním čase výkopu v neděli od pěti hodin, ale na návštěvě utkání se to příliš neprojevilo. Do utkání nemohl nastoupit Damien Boudjemaa, kvůli komplikacím s kotníkem, ale poprvé se v základní sestavě objevil Ghanský záložník Mensah. Jenž ovšem na trenéra Pastoora zřejmě nezapůsobil, neboť ten ho vystřídal za Proška již po 25 minutách. Ještě před tím si však Michal Smejkal vstřelil vlastní gól. Ještě hůře bylo po chybném odkopu Čontofalského v 55. minutě, kterého se zmocnil Haris Harba, jenž míč po několika kličkách vrátil za Čontofalského záda. Slavia se zmohla již pouze na snížení, když Smejkal odčinil svoji chybu z prvního poločasu.
V průběhu následujícího týdne do Edenu v rámci čtvrtfinálového duelu Poháru České pošty zavítala FC Zbrojovka Brno. Slavia si po dalším slabém výkonu a trefě Šislera ztížila další případný postup v pohárové soutěži. V odvetném utkání v Brně musela vyhrát a vstřelit alespoň dvě branky aby se vyhnula penaltovému rozstřelu.
V poslední březnový den Slavia v rámci Gambrinus ligy navštívila Mladou Boleslav, kterou trénovala slávistická ikona a strůjce největších červenobílých úspěchů moderní doby – Karel Jarolím. Den před zápasem se do Slavie vrátil Vladimír Šmicer, který přišel na pozici druhého asistenta trenéra. Zápas se pro Slavii opět nevyvinul dobře. V 38. minutě viděl červenou kartu brankář Kamil Čontofalský, který v pokutovém území fauloval v ofsajdu se nacházejícího Mageru. Nařízenou penaltu proti Černému Šćuk proměnil a ještě do konce poločasu na 2:0 Šultes. Za Slavii v 59. minutě odpověděl Juhar, ale na konečných 3:1 v 87. minutě pečetil stejně jako na podzim Chramosta. Slavia tak získala v březnu pouze 3 body z 12.

### Duben
V dubnu na slávisty čekalo pět velmi obtížných zápasů, včetně odvety čtvrtfinále poháru, derby se Spartou a úřadujícím mistrem z Plzně. Jako první Slavia jela do Brna. Na lavičce se nečekaně objevil Matúš Čonka, jenž patřil mezi v zimě vyřazené hráče. V zápase, ve kterém musela vyhrát, nedokázala vstřelit více, než jediný gól po hlavičce Škody, tudíž o tom, kdo postoupí, rozhodovaly pokutové kopy. Jelikož Brňané proměnili všech pokutových kopů a Martinu Juharovi se to nepodařilo, z postupu do semifinále se radovali Brněnští.
V nevšední všední den – v úterý 7. dubna – do Edenu zavítal Jablonec. Slavia s na postu levého křídelního záložníka hrajícím Pavlem Vyhnalem přestála tlak hostí a uhrála remízu 0:0. Zápas se ovšem nevyvinul dobře ani pro Pavla Vyhnala, jenž si po 14. minutách přetrhl kolenní vazy a sezona pro něho skončila.
V dalším utkání zřejmě nikdo v zisk bodů pro Slavii nevěřil. Slavia se utkala na vyprodané Letné s tehdy neporaženou Spartou. Ještě před zápasem se průvod fanoušků jdoucích na zápas střetl na Čechově mostě s Policií ČR a při příjezdu na stadion byl napaden klubový autobus, přičemž letící půllitr zničil jedno z bočních skel a zranil Roberta Hrubého v obličeji. Alex Pastoor do zápasu postavil defenzivní sestavu s krajními obránci na pozici krajních záložníků. Možným překvapení pak bylo, že jedním z nich byl v zimě vyřazený Matúš Čonka, jehož ovšem Pastoor vystřídal již v poločase. Slavia si však v zápase nevytvořila téměř žádnou šanci, a Sparta ji snadno porazila 3:0. Shodou okolností se v závěru tohoto zápasu v červenobílém dresu představil Švýcar Eschmann, jež se k týmu připojil v týdnu před zápasem a podepsal amatérskou smlouvu do konce sezony.
Následovalo o ne mnoho lehčí utkání proti úřadujícímu mistru z Plzně, jenž se snažil z druhého místa dohnat vedoucí Spartu. Slavia na Velikonoční pondělí nezopakovala výkony z některých předcházejících střetnutí s Plzní a v dalším těžkém zápase prohrála 2:0 z branek vstřelených v nastavení obou poločasů. Skóre za plzeňské skóre otevíral slávistický odchovanec Jan Kovařík.
Po těchto neúspěších pak následovalo malé pražské derby na stadionu Bohemians 1905. Zápas byl přímým soubojem o lepší výchozí pozici do následujících bojů o ligovou záchranu. Před zápasem došlo k rozvíření otázek okolo situace slávistického brankáře Berkovce, toho času hostujícího v Bohemians, jemuž slávistické vedení zakázalo proti vlastnímu týmu nastoupit, i přes starší opačná vyjádření Karola Kisela. Ve velmi nervózním utkání se v 15. minutě trefil po přihrávce Vošahlíka Necid a slávisté toto jednogólové vedení dokázali udržet až do konce zápasu.
Slavia tak v dubnu získala pouze o jeden bod více než v březnu a navíc vypadla z Poháru České pošty, ale díky vítězství nad Bohemians si zajistila náskok na tohoto přímého konkurenta v souboji o udržení a zachovala si i lepší vzájemnou bilanci pro případ, že by oba týmy měli stejný počet bodů.

### Květen
V květnu byly odehrány poslední čtyři zápasy sezony 2013/2014. Hned ve třech z nich se Slavia mohla přímo střetnout s konkurenty v souboji o udržení ligové příslušnosti. Jako první z nich přijela do Edenu již téměř zachráněná Příbram, jíž v tu dobu chyběl k záchraně pouze poslední krok. Zápas ale začal velice dobře pro domácí, když se již v páté minut trefil Robert Hrubý. O další va góly se v druhém poločase zasloužili Necid a Juhar, což znamenalo výhru 3:0 a fakt, že Slavia poprvé v sezóně vstřelila 3 branky. Důležitá výhra taktéž posunula Slavii tři kola před koncem na čtyřbodovou vzdálenost od pásma sestupu a bod od pomyslné 30 bodové hranice záchrany.
V dalším zápase se Slavia utkala v Brně s místní Zbrojovkou, která již právě 30 bodů dosáhla. Na hřišti soupeře, který Slavii nedávno vyřadil z pohárové soutěže, ale Slavia nedokázala navázat na kvalitní výkon ze zápasu proti Příbrami a prohrála 0:2. Prohra červenobílých také pomohla týmu na sestupovém 15. místě, který náskok Slavie snížil na 3 body.
V průběhu ligové přestávky, kterou vyplnilo finále Poháru České pošty, se pak veřejnost dozvěděla, že trenér Alex Pastoor, jenž ve s klubem podepsal smlouvu pouze do konce sezony, se po jejím skončení přesune zpět do Nizozemska. Pro následující sezonu se Pastoor rozhodl pro funkci asistenta trenéra Marco van Bastena v klubu AZ Alkmaar. Další ranou pro sešívané mohlo být neudělení prvoligové licence. Slavia se proti rozhodnutí odvolala k licenčnímu tribunálu a licenci se zpožděním obdržela před posledním zápasem sezony.
V posledním domácím zápase sezony Slavia v Edenu přivítala Slovácko. Bodová matematika byla již před zápasem jasná – výhra by Slavii v lize zachránila, remíza by stačila pouze, kdyby Bohemians, hrající souběžně v Jablonci, nezískali všechny body. Slávisté Gecov a Necid se v průběhu zápasu několikrát ocitli sami tváří v tvář brankáři hostí, ale nedokázali ho překonat. Když se Gecov dostal v 73. minutě sám před branku soupeře potřetí, již se nemýlil. Slovácko však do konce zápasu dokázalo odpovědět a zápas tak skončil 1:1. A protože Olomouc porazila Znojmo a Bohemians v nastaveném čase druhého poločasu dokonali obrat skóre v Jablonci, o bytí a nebytí Slavie v první lize měl rozhodnout až poslední zápas sezony na Bazalech proti domácímu Baníku.
V posledním zápase měla Slavia svoji záchranu ve svých rukou. Výhra by vyřešila vše, v případě jiného výsledku se červenobílí museli ohlížet na výsledky zápasů Olomouce a Bohemians a doufat, že alespoň jeden z týmů nevyhraje. Slavia v zápase proti již zachráněné Ostravě nebyla lepší a jakoukoli šanci, že by se červenobílí mohli zachránit sami, uťal nejprve v 70., a poté znovu v 75. minutě Ghaňan Francis Narh. Všem bylo jasné, kde se bude lámat chleba. Bohemians tou dobou hráli nerozhodně proti útočící Plzni a Olomouc dobývala branku mladého debutujícího libereckého brankáře Koláře. Díky tomu, že v době, kdy Slavia začala prohrávat, Olomouc vstřelila branku na 1:1, byli červenobílí přesně dvě branky soupeřů od sestupu do druhé ligy, tedy od sportovní katastrofy, která se neudála od roku 1963.
I díky nerozhodným skóre z Ďolíčku i stadionu U Nisy si Slavia udržela 50 let dlouhou ligovou příslušnost. Nikoli však vlastním přičiněním.

### Shrnutí
Ročník 2013/2014 byl pro Slavii ročníkem několika negativních nej. Slavia vstřelila nejméně branek ze všech týmů Gambrinus ligy – 24 – což je téměř jen polovina branek, jež vstřelila sestupující Sigma. Slavia měla taktéž druhou nejhorší obranu v lize s 50 obdrženými brankami. Prvenstvím v této kategorii se mohl „pyšnit“ Jablonec. Slavia pak dosáhla v tabulce nejhoršího umístění od roku 1973, kdy skončila na 14. příčce. Na podzim byla pak prohra 0:7 vůbec nejhorší prohrou slávistů v celé historii klubu. Toto prvenství bylo sebráno výsledku 1:7 ze zápasu s Baníkem Ostrava v roce 1954 a Slovanem Nitra ze sezóny 1959/1960.
Další zajímavou statistikou, která ovšem vypovídá více o rozhodčích, než o Slavii jako takové je fakt, že Slavia v ligových zápasech nekopala penaltu již v 62 utkáních, tedy od 3. května 2012, kdy se trefil do sítě Hradce Králové David Hubáček.
I přes všechna negativa, která v sezoně 2013/2014 přinesl příznivcům červenobílých první tým, existuje několik kladných výsledků z dílny jiných slávistických týmů. Předně se je třeba zmínit o double slávistických žen, jež vyhrály Pohár KFŽ a o několik týdnů později i celou ligu a zahrály si tak v následující sezoně ženskou Ligu mistrů. Svoje soutěže pak vyhráli i slávističtí junioři i dvě nižší věkové kategorie - hráči do 19 a do 18 let, kteří svoji soutěž vyhráli o deset bodů před Meteorem. Dobrého výsledku dosáhli i dorostenci v týmu do 16 let, kteří skončili ve své soutěži druzí, stejně tak jako starší žákovský tým do 15 let.

## Klub

### Realizační tým
Po skončení ligového ročníku 2012/13, potvrdilo vedení vršovického klubu na post hlavního trenéra Michala Petrouše, který vedl tým v posledních pěti kolech sezóny a získal v nich 12 bodů. Ve funkci už ho potvrdil Jaromír Šeterle, staronový generální manažer klubu. Šeterle nahradil ve funkci Zbyňka Kusého, který ji vykonával pouhou jednu sezonu. Důvodem jeho konce byl neúspěch při hledání nového silného partnera.
Změn se dostalo i na pozicích asistentů. První asistentem zůstal Ivo Knoflíček, kterého si Petrouš přivedl při svém nástupu, ale jelikož nevlastnil UEFA profilicenci, musel ji, dle předpisů FAČR, mít alespoň druhý asistent.. Toto kritérium splňoval Juraj Šimurka, který se stal novým trenérem brankářů. Jeho předchůdce Martin Vaniak v klubu zůstal, ale přesunul se na post mimo "A-tým". Novým kondičním trenérem se stal Pavel Čvančara.
V návaznosti k neuspokojivým výsledkům A-týmu, zejména historickou porážku od Teplic, u týmu skončil trenér Michal Petrouš a 19. srpna ho nahradil trenér národního týmu do 19 let Miroslav Koubek, bývalý brankář, který v minulosti trénoval například SK Kladno, Baník nebo Čáslav. Realizační tým zůstal pod Koubkovým vedením stejný.
V únoru 2014 proběhla změna na pozici hlavního kustoda, kdy Jiří Strnad, který ve Slavii působil od roku 2007, odešel pracovat do realizačního týmu reprezentace ČR. Na jeho postu ho nahradil Jiří Šveněk.
K další změně trenéra a došlo 4. března 2014 poté, co byl den předem po shodě vedení a nově zřízeného sportovního úseku odvolán celý realizační tým A-týmu. Do role hlavního trenéra byl jmenován Nizozemec Alex Pastoor, mezi jehož největší úspěchy patřil postup do první ligy s klubem SBV Excelsior. Na pozici asistenta trenéra byl jmenován bývalý trenér slávistického A-Týmu a juniorky Martin Poustka a jako trenér brankářů Oldřich Pařízek. Krátce na to na svůj post rezignoval generální ředitel Jaromír Šetrle, který s výměnou realizačního týmu nesouhlasil. 29. března pak byla do funkce asistenta trenéra jmenována i slávistická legenda Vladimír Šmicer.
| Post               | Jméno                           |
| ------------------ | ------------------------------- |
| Hlavní trenér      | Michal Petrouš                  |
| Hlavní trenér      | Miroslav Koubek (od 19.09.2013) |
| Hlavní trenér      | Alex Pastoor (od 04.03.2014)    |
| Asistent trenéra   | Ivo Knoflíček                   |
| Asistent trenéra   | Martin Poustka (od 04.03.2014)  |
| Asistent trenéra   | Vladimír Šmicer (od 29.03.2014) |
| Trenér brankářů    | Juraj Šimurka                   |
| Trenér brankářů    | Oldřich Pařízek (od 04.03.2014) |
| Vedoucí mužstva    | Stanislav Vlček                 |
| Kondiční trenér    | Jan Budějský                    |
| Kustod             | Jiří Strnad (do 05.02.2014)     |
| Kustod             | Roman Slavík                    |
| Kustod             | Jiří Šveněk (od 05.02.2014)     |
| Ředitel komunikace | Jiří Vrba (do 03.03.2014)       |
| Prezident klubu    | Aleš Řebíček                    |
| Generální manažer  | Jaromír Šeterle (do 10.03.2014) |

### Další informace

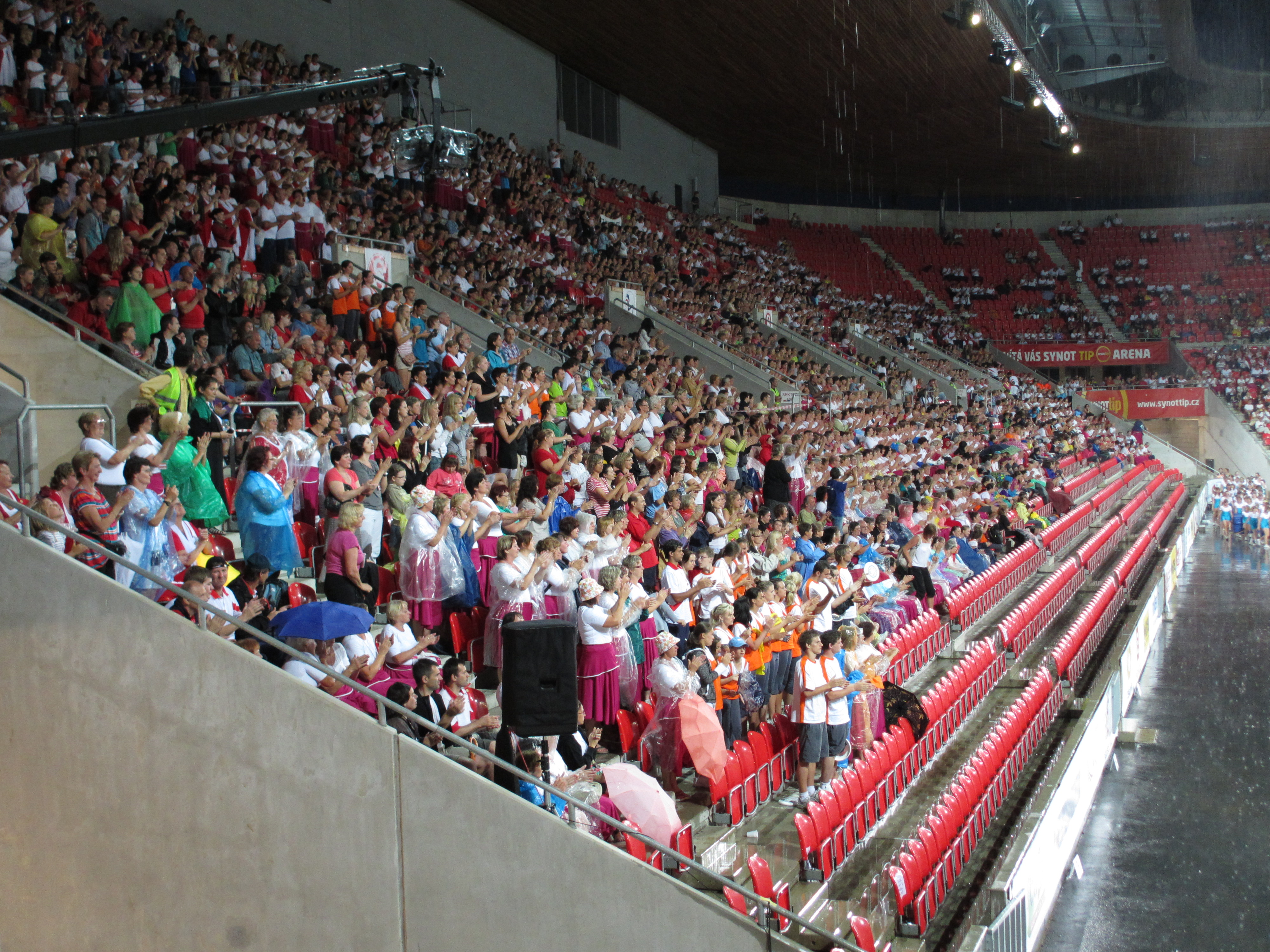
Eden Aréna, domácí stadion klubu.

| Vlastník klubu | Aleš Řebíček (Viscontia a.s.)       |
| Domácí stadion | Eden Aréna (21 000 diváků/105×68 m) |

### Sada dresů
Domácí sada dresů nese tradiční barvy klubu prvně uvedené již v roce 1896 a od roku 1956 jsou prakticky neměnné. V této sezoně jsou to, stejně jako v minulosti, dresy Umbro, které mají prvorepublikový retrodesign. Pro tuto sezonu byla pro venkovní dres zvolena kombinace barev, kterou Slavia užívá již od sezony 2008/09. Tento set je téměř zcela černý s červeným a bílým pruhem na prsou. Brankářský dres má několik variant. V užívání je jednak dres totožný s venkovní sadou dresů užívanou v minulých dvou sezónách. Alternativně, zejména v kombinaci s venkovními dresy, je v užívání celofialová kombinace, kterou Slavia taktéž již užívala v minulosti, nebo růžovo černá kombinace. Jarní utkání s Jabloncem pak Radek Černý odehrál v základním brankářském dresu z minulé sezony.
- Výrobce: Umbro
- Hlavní sponzoři: Chance a.s. – sázková kancelář, Smart Wings

## Soupiska

### První tým
| #  | Pozice | Hráč              |
| -- | ------ | ----------------- |
| 1  | B      | Kamil Čontofalský |
| 2  | O      | Tomáš Souček      |
| 3  | O      | Keegan Ritchie    |
| 4  | Z      | Robert Hrubý      |
| 5  | O      | Milan Nitrianský  |
| 6  | O      | Martin Dobrotka   |
| 8  | Z      | Jaromír Zmrhal    |
| 9  | Z      | Martin Juhar      |
| 10 | Z      | Damien Boudjemaa  |
| 12 | Z      | Václav Prošek     |
| 13 | Z      | Joseph Mensah     |
| 15 | Z      | Marcel Gecov      |
| 17 | Z      | Jan Vošahlík      |
| 19 | Ú      | Pavel Vyhnal      |

| #  | Pozice | Hráč                  |
| -- | ------ | --------------------- |
| 20 | O      | Luboš Tusjak          |
| 21 | O      | Milan Škoda           |
| 22 | O      | Michal Smejkal        |
| 23 | Z      | Karel Piták (kapitán) |
| 24 | Ú      | Tomáš Necid           |
| 25 | Z      | Tomáš Mičola          |
| 26 | O      | Fernando Neves        |
| 27 | Z      | Mario Lička           |
| 30 | O      | Martin Dostál         |
| 34 | B      | Matej Rakovan         |
| 39 | B      | Radek Černý           |
| 31 | Ú      | Guy Roger Eschmann    |
| 33 | Ú      | Jiří Sodoma           |
|    | Ú      | Marek Červenka        |

### Změny v kádru v letním přestupovém období 2013
| Číslo | Pozice | Nár.     | Hráč           | Věk | Odkud přišel        | Do roku | Typ              | Cena             | Zdroj     |
| ----- | ------ | -------- | -------------- | --- | ------------------- | ------- | ---------------- | ---------------- | --------- |
| 39    | B      | Česko    | Radek Černý    | 39  | Queens Park Rangers | 2014    | přestup          | zdarma           | slavia.cz |
| 17    | Z      | Česko    | Vojtěch Štěpán | 28  | FC Hradec Králové   | 2013+   | hostování ½ roku | hostování ½ roku | slavia.cz |
| 27    | Z      | Česko    | Mario Lička    | 31  | Stade Brestois      | 2015    | přestup          |                  | slavia.cz |
| 26    | O      | Kapverdy | Fernando Neves | 35  | LB Châteauroux      | 2015    | přestup          |                  | slavia.cz |

| Číslo | Pozice | Nár.  | Hráč           | Věk |
| ----- | ------ | ----- | -------------- | --- |
| 13    | Z      | Česko | Viktor Šimeček | 19  |
| 2     | O      | Česko | Petr Kolařík   | 22  |
| 24    | Z      | Česko | Josef Bazal    | 19  |
| 22    | Ú      | Česko | Jiří Vondráček | 20  |
| 34    | B      | Česko | Karel Hrubeš   | 20  |

| Číslo | Pozice | Nár.  | Hráč             | Věk | Kam odešel           | Typ              | Cena            | Zdroj     |
| ----- | ------ | ----- | ---------------- | --- | -------------------- | ---------------- | --------------- | --------- |
| 8     | Z      | Česko | Rudolf Skácel    | 33  | —                    | konec smlouvy    | —               | slavia.cz |
| 17    | Ú      | Česko | Jan Vošahlík     | 24  | FK Baumit Jablonec   | konec hostování  | konec hostování | slavia.cz |
| 4     | O      | Česko | David Hubáček    | 36  | FC Fastav Zlín       | konec smlouvy    | —               | slavia.cz |
| 29    | B      | Česko | Martin Berkovec  | 24  | Bohemians Praha 1905 | hostování 1 rok  | —               | slavia.cz |
| 12    | Z      | Česko | Luboš Tusjak     | 21  | FC MAS Táborsko      | hostování ½ roku | —               | slavia.cz |
| JUN   | O      | Česko | Jan Mikula ‡     | 21  | FC Vysočina Jihlava  | hostování 1 rok  | —               | slavia.cz |
| JUN   | Ú      | Česko | Marek Červenka ‡ | 20  | FC Viktoria Žižkov   | hostování ½ roku | —               | slavia.cz |
| 20    | Z      | Česko | Lukáš Jarolím    | 36  | —                    | ukončení smlouvy | —               |           |

| Pozice | Nár.  | Hráč           | Věk | Odkud přišel   | Typ              | Kam odešel         | Zdroj     |
| ------ | ----- | -------------- | --- | -------------- | ---------------- | ------------------ | --------- |
| Ú      | Česko | Matěj Paprčiak | 22  | FK Králův Dvůr | hostování ½ roku | FC Viktoria Žižkov | slavia.cz |

Poznámky:  —   = nezveřejněno (dohoda mezi kluby),   †   = odhadovaná cena,   +   = opce na prodloužení smlouvy,   ‡   = hráč působil pouze v Juniorském týmu

1. ↑  Lukáš Jarolím defakto skončil už v zimním přestupovém období, kdy se stal pro klub nechtěným. Ve Slavii ale zůstal až do léta.

### Změny v kádru v zimním přestupovém období 2013-14
| Číslo | Pozice | Nár.               | Hráč             | Věk | Odkud přišel          | Do roku            | Typ                | Cena               | Zdroj     |
| ----- | ------ | ------------------ | ---------------- | --- | --------------------- | ------------------ | ------------------ | ------------------ | --------- |
| 17    | Ú      | Česko              | Jan Vošahlík     | 24  | FK Baumit Jablonec    | 2016+              | přestup            | —                  | slavia.cz |
| 23    | Z      | Česko              | Karel Piták      | 33  | FK Baumit Jablonec    | 2015+              | přestup            | —                  | slavia.cz |
| 24    | Ú      | Česko              | Tomáš Necid      | 24  | PFK CSKA Moskva       | 2014               | hostování          | —                  | slavia.cz |
| 12    | Z      | Česko              | Luboš Tusjak     | 21  | FC MAS Táborsko       | návrat z hostování | návrat z hostování | návrat z hostování |           |
| 13    | Z      | Ghana              | Joseph Mensah    | 19  | Liberty Professionals | 2014+              | hostování ½ roku   | —                  | slavia.cz |
| 3     | O      | Jižní Afrika       | Keegan Ritchie   | 23  | Kaizer Chiefs         | 2018+              | přestup            | —                  | slavia.cz |
| 10    | Z      | Francie · Alžírsko | Damien Boudjemaa | 28  | FC Petrolul Ploiești  | 2016+              | přestup            | —                  | slavia.cz |
| 22    | O      | Česko              | Michal Smejkal   | 28  | FK Mladá Boleslav     | 2014               | hostování ½ roku   | —                  | slavia.cz |

| Číslo | Pozice | Nár.  | Hráč           | Věk |
| ----- | ------ | ----- | -------------- | --- |
|       | Ú      | Česko | Pavel Vyhnal   | 23  |
|       | Z      | Česko | Robert Hrubý   | 19  |
|       | O      | Česko | Tomáš Souček   | 18  |
|       | Ú      | Česko | Jiří Sodoma    | 19  |
| 10    | Ú      | Česko | Marek Červenka | 19  |

| Číslo | Pozice | Nár.      | Hráč           | Věk | Kam odešel          | Typ              | Cena             | Zdroj     |
| ----- | ------ | --------- | -------------- | --- | ------------------- | ---------------- | ---------------- | --------- |
| 11    | Z      | Slovensko | Karol Kisel    | 36  | ukončil kariéru     | ukončil kariéru  | ukončil kariéru  |           |
| 17    | Z      | Česko     | Vojtěch Štěpán | 28  | FC Hradec Králové   | konec hostování  | konec hostování  |           |
| 14    | Z      | Česko     | Ondřej Petrák  | 21  | 1. FC Norimberk     | Přestup          | 25-30 mil.Kč†    | slavia.cz |
| 10    | Ú      | Česko     | Martin Fenin   | 24  | FK Teplice          | Konec smlouvy    | Konec smlouvy    |           |
| 33    | Ú      | Slovensko | Dávid Škutka   | 25  | FC Baník Ostrava    | hostování ½ roku | hostování ½ roku |           |
| 19    | O      | Slovensko | Matúš Čonka    | 23  | vyřazen z kádru     | vyřazen z kádru  | vyřazen z kádru  |           |
| 3     | O      | Slovensko | Milan Bortel   | 26  | vyřazen z kádru     | vyřazen z kádru  | vyřazen z kádru  |           |
|       | Z      | Česko     | Josef Bazal    | 21  | FK Viktoria Žižkov  | hostování ½ roku | hostování ½ roku |           |
|       | Z      | Česko     | Martin Hurka   | 20  | Dynamo Č.Budějovice | hostování ½ roku | hostování ½ roku |           |

| Číslo | Pozice | Nár.  | Hráč           | Věk |
| ----- | ------ | ----- | -------------- | --- |
|       | Ú      | Česko | Jiří Vondráček | 20  |
|       | B      | Česko | Karel Hrubeš   | 20  |
|       | Z      | Česko | Viktor Šimeček | 20  |
|       | O      | Česko | Petr Kolařík   | 22  |

| Pozice | Nár.  | Hráč           | Věk | Odkud přišel      | Typ             | Kam odešel      | Zdroj |
| ------ | ----- | -------------- | --- | ----------------- | --------------- | --------------- | ----- |
| Ú      | Česko | Tomáš Frejlach | 28  | FC Zbrojovka Brno | vyřazen z kádru | vyřazen z kádru |       |

### Juniorský tým
Informace o sestavě, sehraných utkáních a další naleznete na stránce SK Slavia Praha - Juniorský tým 2013/14.
Za Juniorský tým mohou nastoupit i hráči z A-týmu, a to pokud splňují věkové limity.

## Hráčské statistiky
Aktuální ke konci sezony 2013/2014
|        |                    |                     |        | Gambrinus liga | Gambrinus liga | Gambrinus liga | Gambrinus liga | Gambrinus liga |     | Pohár České pošty | Pohár České pošty | Pohár České pošty | Pohár České pošty |   | Přátelsky | Přátelsky   | Přátelsky | Přátelsky |
| Pozice | Národnost          | Jméno               |        | Zápasy         | Minuty         | Čistá konta    |                | Vyloučení      |     | Zápasy            | Čistá konta       |                   | Vyloučení         |   | Zápasy    | Čistá konta |           | Vyloučení |
| B      | Česko              | Radek Černý         | 15     | 1311           | 5              | 0              | 0              | 2              | 2   | 0                 | 0                 | 7                 | 0                 | 0 | 0         |             |           |           |
| B      | Slovensko          | Kamil Čontofalský   | 6      | 489            | 0              | 0              | 1              | 1              | 0   | 0                 | 0                 | 9                 | 0                 | 0 | 0         |             |           |           |
| B      | Česko              | Karel Hrubeš†       | 1      | 45             | 0              | 0              | 1              | 0              | 0   | 0                 | 0                 | 3                 | 0                 | 0 | 0         |             |           |           |
| B      | Slovensko          | Matej Rakovan       | 10     | 855            | 3              | 0              | 0              | 3              | 2   | 0                 | 0                 | 8                 | 0                 | 0 | 0         |             |           |           |
| Pozice | Národnost          | Jméno               | Zápasy | Minuty         | Gól            |                | Vyloučení      | Zápasy         | Gól |                   | Vyloučení         | Zápasy            | Gól               |   | Vyloučení |             |           |           |
| O      | Slovensko          | Milan Bortel†       | 8      | 750            | 0              | 2              | 0              | 2              | 1   | 0                 | 0                 | 5                 | 1                 | 1 | 0         |             |           |           |
| O      | Slovensko          | Matúš Čonka†        | 8      | 511            | 0              | 1              | 0              | 4              | 0   | 0                 | 0                 | 6                 | 0                 | 0 | 0         |             |           |           |
| O      | Slovensko          | Martin Dobrotka     | 12     | 841            | 0              | 3              | 0              | 3              | 0   | 1                 | 0                 | 1                 | 0                 | 0 | 0         |             |           |           |
| O      | Česko              | Martin Dostál       | 24     | 2117           | 0              | 2              | 0              | 6              | 0   | 0                 | 0                 | 11                | 0                 | 0 | 0         |             |           |           |
| O      | Česko              | Petr Kolařík        | 3      | 235            | 0              | 0              | 0              | 1              | 0   | 0                 | 0                 | 7                 | 1                 | 0 | 0         |             |           |           |
| O      | Kapverdy           | Fernando Neves      | 18     | 1598           | 0              | 6              | 0              | 3              | 0   | 0                 | 0                 | 8                 | 0                 | 0 | 0         |             |           |           |
| O      | Česko              | Milan Nitrianský    | 23     | 1788           | 0              | 4              | 1              | 5              | 0   | 1                 | 0                 | 14                | 3                 | 0 | 0         |             |           |           |
| O      | Jižní Afrika       | Keegan Ritchie±     | 4      | 358            | 0              | 1              | 0              | 1              | 0   | 0                 | 0                 | 2                 | 0                 | 1 | 1         |             |           |           |
| O      | Česko              | Milan Škoda         | 26     | 2012           | 0              | 2              | 0              | 4              | 1   | 1                 | 0                 | 14                | 2                 | 2 | 0         |             |           |           |
| O      | Česko              | Michal Smejkal±     | 12     | 956            | 2              | 0              | 0              | 1              | 0   | 0                 | 0                 | 0                 | 0                 | 0 | 0         |             |           |           |
| O      | Česko              | Tomáš Souček±       | 0      | 0              | 0              | 0              | 0              | 0              | 0   | 0                 | 0                 | 4                 | 0                 | 0 | 0         |             |           |           |
| Pozice | Národnost          | Jméno               | Zápasy | Minuty         | Gól            |                | Vyloučení      | Zápasy         | Gól |                   | Vyloučení         | Zápasy            | Gól               |   | Vyloučení |             |           |           |
| Z      | Česko              | Josef Bazal†        | 0      | 0              | 0              | 0              | 0              | 0              | 0   | 0                 | 0                 | 12                | 1                 | 0 | 0         |             |           |           |
| Z      | Alžírsko · Francie | Damien Boudjemaa±   | 10     | 760            | 1              | 2              | 0              | 0              | 0   | 0                 | 0                 | 3                 | 0                 | 0 | 0         |             |           |           |
| Z      | Švýcarsko          | Guy Roger Eschmann± | 1      | 11             | 0              | 0              | 0              | 0              | 0   | 0                 | 0                 | 0                 | 0                 | 0 | 0         |             |           |           |
| Z      | Česko              | Marcel Gecov        | 25     | 2071           | 1              | 8              | 1              | 6              | 0   | 2                 | 0                 | 13                | 0                 | 2 | 0         |             |           |           |
| Z      | Česko              | Robert Hrubý        | 13     | 996            | 1              | 3              | 0              | 2              | 0   | 0                 | 0                 | 10                | 1                 | 0 | 0         |             |           |           |
| Z      | Česko              | Martin Hurka†       | 3      | 199            | 0              | 1              | 0              | 2              | 2   | 0                 | 0                 | 7                 | 1                 | 0 | 0         |             |           |           |
| Z      | Slovensko          | Karol Kisel†        | 13     | 979            | 3              | 4              | 2              | 3              | 1   | 0                 | 0                 | 4                 | 0                 | 0 | 0         |             |           |           |
| Z      | Česko              | Štěpán Koreš†       | 13     | 550            | 1              | 0              | 0              | 3              | 1   | 0                 | 0                 | 12                | 2                 | 0 | 0         |             |           |           |
| Z      | Česko              | Mario Lička         | 13     | 616            | 0              | 2              | 0              | 4              | 0   | 0                 | 0                 | 9                 | 1                 | 0 | 0         |             |           |           |
| Z      | Ghana              | Joseph Mensah±      | 1      | 24             | 0              | 0              | 0              | 0              | 0   | 0                 | 0                 | 5                 | 0                 | 0 | 0         |             |           |           |
| Z      | Česko              | Tomáš Mičola        | 7      | 384            | 1              | 1              | 0              | 2              | 1   | 1                 | 0                 | 6                 | 0                 | 1 | 0         |             |           |           |
| Z      | Česko              | Ondřej Petrák†      | 14     | 1188           | 1              | 2              | 0              | 1              | 0   | 0                 | 0                 | 3                 | 0                 | 0 | 0         |             |           |           |
| Z      | Česko              | Karel Piták±        | 9      | 668            | 2              | 2              | 0              | 0              | 0   | 0                 | 0                 | 7                 | 1                 | 1 | 0         |             |           |           |
| Z      | Česko              | Václav Prošek       | 8      | 418            | 0              | 0              | 0              | 3              | 0   | 0                 | 0                 | 12                | 2                 | 0 | 0         |             |           |           |
| Z      | Česko              | Viktor Šimeček      | 2      | 19             | 0              | 0              | 0              | 0              | 0   | 0                 | 0                 | 6                 | 1                 | 0 | 0         |             |           |           |
| Z      | Česko              | Jiří Sodoma±        | 2      | 7              | 0              | 0              | 0              | 0              | 0   | 0                 | 0                 | 0                 | 0                 | 0 | 0         |             |           |           |
| Z      | Česko              | Vojtěch Štěpán†     | 10     | 476            | 0              | 0              | 0              | 1              | 0   | 0                 | 0                 | 2                 | 2                 | 0 | 0         |             |           |           |
| Z      | Česko              | Luboš Tusjak±       | 0      | 0              | 0              | 0              | 0              | 0              | 0   | 0                 | 0                 | 10                | 0                 | 0 | 0         |             |           |           |
| Z      | Česko              | Jaromír Zmrhal      | 29     | 2122           | 0              | 1              | 0              | 6              | 0   | 1                 | 0                 | 13                | 0                 | 1 | 0         |             |           |           |
| Pozice | Národnost          | Jméno               | Zápasy | Minuty         | Gól            |                | Vyloučení      | Zápasy         | Gól |                   | Vyloučení         | Zápasy            | Gól               |   | Vyloučení |             |           |           |
| Ú      | Česko              | Marek Červenka      | 1      | 9              | 0              | 0              | 0              | 0              | 0   | 0                 | 0                 | 3                 | 2                 | 0 | 0         |             |           |           |
| Ú      | Česko              | Martin Fenin†       | 5      | 151            | 0              | 1              | 0              | 2              | 0   | 0                 | 0                 | 5                 | 0                 | 0 | 0         |             |           |           |
| Ú      | Slovensko          | Martin Juhar        | 27     | 2032           | 6              | 3              | 0              | 5              | 0   | 0                 | 0                 | 15                | 4                 | 0 | 0         |             |           |           |
| Ú      | Česko              | Tomáš Necid±        | 13     | 1107           | 3              | 2              | 0              | 2              | 0   | 0                 | 0                 | 5                 | 2                 | 0 | 0         |             |           |           |
| Ú      | Slovensko          | Dávid Škutka†       | 14     | 507            | 2              | 1              | 0              | 4              | 4   | 0                 | 0                 | 3                 | 1                 | 0 | 0         |             |           |           |
| Ú      | Česko              | Jiří Vondráček†     | 0      | 0              | 0              | 0              | 0              | 0              | 0   | 0                 | 0                 | 7                 | 0                 | 0 | 0         |             |           |           |
| Ú      | Česko              | Jan Vošahlík±       | 10     | 506            | 0              | 2              | 1              | 1              | 0   | 0                 | 0                 | 9                 | 0                 | 0 | 0         |             |           |           |
| Ú      | Česko              | Pavel Vyhnal±       | 2      | 14             | 0              | 0              | 0              | 1              | 0   | 0                 | 0                 | 8                 | 1                 | 0 | 0         |             |           |           |

|        |           |                   | Přátelsky | Přátelsky         | Přátelsky | Přátelsky |   |              |                 |       | Přátelsky | Přátelsky         | Přátelsky | Přátelsky |
| Pozice | N         | Jméno             | Zápasy    | Gól · Čistá konta |           | Vyloučení |   | Pozice       | N               | Jméno | Zápasy    | Gól · Čistá konta |           | Vyloučení |
| O      | Česko     | Marek Čepelák     | 5         | 0                 | 0         | 0         | O | Česko        | Jiří Krejčí     | 1     | 0         | 0                 | 0         |           |
| Z      | Slovensko | Denis Duga        | 2         | 0                 | 1         | 0         | O | Česko        | Jan Zákostelský | 2     | 0         | 0                 | 0         |           |
| Z      | Česko     | Nikolas Salašovič | 3         | 0                 | 0         | 0         | Ú | Česko        | Radomír Synek   | 1     | 0         | 0                 | 0         |           |
| O      | Česko     | Ondřej Bejbl      | 1         | 0                 | 0         | 0         | O | Česko        | David Smolák    | 4     | 0         | 0                 | 0         |           |
| Ú      | Česko     | Jan Peterka       | 3         | 0                 | 0         | 0         | Ú | Anglie       | Alban Bunjaku   | 1     | 1         | 0                 | 0         |           |
| O      | Nigérie   | Sergio Uyi        | 1         | 0                 | 1         | 0         | O | Česko        | Jakub Mac       | 2     | 0         | 0                 | 0         |           |
| Z      | Česko     | Miroslav Verner   | 2         | 0                 | 0         | 0         | Ú | Česko        | Jakub Zámečník  | 1     | 0         | 0                 | 0         |           |
| B      | Česko     | Josef Řehák       | 1         | 0                 | 0         | 0         | O | Jižní Afrika | Roger Da Costa  | 2     | 0         | 0                 | 0         |           |

Poslední úprava: konec ročníku.

Vysvětlivky: † = odehrál pouze podzimní část, ± = odehrál pouze jarní část.

### Střelecká listina
| Poz. | Nár.      | Hráč              | Góly | Gamb. liga | Pohár Č.P. |
| ---- | --------- | ----------------- | ---- | ---------- | ---------- |
| Z    | Slovensko | Martin Juhar      | 6    | 6          | —          |
| Ú    | Slovensko | Dávid Škutka†     | 6    | 2          | 4          |
| Z    | Slovensko | Karol Kisel†      | 4    | 3          | 1          |
| Ú    | Česko     | Tomáš Necid±      | 3    | 3          | —          |
| Z    | Česko     | Karel Piták±      | 2    | 2          | —          |
| O    | Česko     | Michal Smejkal±   | 2    | 2          | —          |
| Z    | Česko     | Štěpán Koreš†     | 2    | 1          | 1          |
| Z    | Česko     | Tomáš Mičola      | 2    | 1          | 1          |
| Z    | Česko     | Martin Hurka†     | 2    | —          | 2          |
| Z    | Česko     | Damien Boudjemaa± | 1    | 1          | —          |
| Z    | Česko     | Marcel Gecov      | 1    | 1          | —          |
| Z    | Česko     | Robert Hrubý      | 1    | 1          | —          |
| O    | Česko     | Ondřej Petrák†    | 1    | 1          | —          |
| O    | Slovensko | Milan Bortel†     | 1    | —          | 1          |
| O    | Česko     | Milan Škoda       | 1    | —          | 1          |
|      |           | Celkem            | 35   | 24         | 11         |

Poslední úprava: konec ročníku.

Vysvětlivky: † = odehrál pouze podzimní část, ± = odehrál pouze jarní část.

### Základní sestava
Sestavuje se pouze z utkání Gambrinus ligy. Nejdůležitějším faktorem je počet startů v základní sestavě v soutěži. V případě rovnosti počtu duelů, rozhoduje pozdější start v základní sestavě.
| Číslo | Pozice         | N         | Jméno            | Zápasy |
| ----- | -------------- | --------- | ---------------- | ------ |
| 39    | brankář        | Česko     | Radek Černý      | 14     |
| 26    | levý bek       | Kapverdy  | Fernando Neves   | 14     |
| 21    | stoper         | Česko     | Milan Škoda      | 22     |
| 22    | stoper         | Česko     | Michal Smejkal±  | 10     |
| 30    | pravý bek      | Česko     | Martin Dostál    | 24     |
| 15    | def. záložník  | Česko     | Marcel Gecov     | 23     |
| 8     | def. záložník  | Česko     | Jaromír Zmrhal   | 22     |
| 4     | záložník       | Česko     | Robert Hrubý±    | 12     |
| 9     | levé "křídlo"  | Slovensko | Martin Juhar     | 22     |
| 5     | pravé "křídlo" | Česko     | Milan Nitrianský | 18     |
| 24    | útočník        | Česko     | Tomáš Necid±     | 12     |

Poslední úprava: konec ročníku.
Vysvětlivky: † = odehrál pouze podzimní část, ± = odehrál pouze jarní část.

## Zápasy v sezoně 2013/14

### Letní přípravné zápasy
Zdrojem jsou oficiální stránky klubu 
| Datum        | Soupeř             | Místo                   | Výsledek | Střelci Slavie                                                              |
| ------------ | ------------------ | ----------------------- | -------- | --------------------------------------------------------------------------- |
| 24/ 06/ 2013 | FC Inter Baku      | Scheffau, Rakousko      | 1–1      | 88' Škoda                                                                   |
| 27/ 06/ 2013 | FK Krasnodar       | Bischofshofen, Rakousko | 5–3      | 23' Škutka, 49' Nitrianský, 62' Kolařík, 64' Juhar, 75' Bazal               |
| 30/ 06/ 2013 | Greuther Fürth     | Schwaz, Rakousko        | 0–3      |                                                                             |
| 03/ 07/ 2013 | FK Pardubice       | Pardubice               | 1–5      | 85' Hurka, do utkání zasáhli pouze hráči z širšího kádru                    |
| 05/ 07/ 2013 | Young Boys Bern    | Bern, Švýcarsko         | 2–2      | 34', 73' Juhar                                                              |
| 06/ 07/ 2013 | FC Hradec Králové  | Xaverov, Praha          | 2–1      | 73' (pen), 75' Červenka, do utkání zasáhli povětšinou hráči z širšího kádru |
| 12/ 07/ 2013 | FK Baník Most      | Eden Aréna, Praha       | 4–0      | 69', 80' Koreš, 34' Bortel, 56' Štěpán                                      |
| 07/ 09/ 2013 | 1. FC Union Berlin | Berlín                  | 1–1      | 48' Bunjaku                                                                 |
| 12/ 10/ 2013 | MFK Trutnov        | Trutnov                 | 4–1      | 8' Šimeček, 35' Štěpán, 52' Prošek, 57' Hrubý                               |

### Zimní přípravné zápasy
| Datum        | Soupeř                 | Místo                   | Výsledek | Střelci Slavie                                                     |
| ------------ | ---------------------- | ----------------------- | -------- | ------------------------------------------------------------------ |
| 08/ 01/ 2014 | FK Dukla Praha         | UMT Eden, Praha         | 0-4      |                                                                    |
| 14/ 01/ 2014 | CD Buzanada (VI. liga) | Tenerife, Španělsko     | 5-0      | Juhar Necid, Piták, Souček                                         |
| 15/ 01/ 2014 | San Lorenzo (V. liga)  | Tenerife, Španělsko     | 13-0     | Koreš Juhar, Vyhnal Prošek, Necid, Gecov, Mensah, Vošahlík, Souček |
| 22/ 01/ 2014 | Viktoria Žižkov        | UMT Eden, Praha         | 3-2      | 5' (pen) Piták, 45' Škoda, 51' Vyhnal                              |
| 25/ 01/ 2014 | Slovan Liberec         | UMT Eden, Praha         | 0-1      |                                                                    |
| 29/ 01/ 2014 | FC Graffin Vlašim      | UMT Eden, Praha         | 3-1      | 21' Nitrianský, 25' Lička, 61' Necid                               |
| 02/ 02/ 2014 | Szombathelyi Haládas   | Turecko                 | 3-2      | 26' Necid, 27' Juhar, 85' Prošek                                   |
| 05/ 02/ 2014 | FC Viitorul Constanța  | Turecko                 | 0-1      |                                                                    |
| 08/ 02/ 2014 | CSKA Sofia             | Turecko                 | 0-1      |                                                                    |
| 10/ 02/ 2014 | Metalurg Doněck        | Turecko                 | 1-1      | 26' Nitrianský                                                     |
| 15/ 02/ 2014 | Slovan Liberec         | Stadion U Nisy, Liberec | 0-1      |                                                                    |

### Souhrn působení v soutěžích
| Soutěž            | Fáze startu | Momentální pozice/ kolo | Konečná pozice/ kolo | První zápas       | Poslední zápas  |
| ----------------- | ----------- | ----------------------- | -------------------- | ----------------- | --------------- |
| Gambrinus liga    | —           | —                       | 13. místo            | 19. července 2013 | 31. května 2014 |
| Pohár České pošty | 2. kolo     | —                       | čtvrtfinále          | 28. srpna 2013    | 3. dubna 2014   |
|                   |             |                         |                      |                   |                 |
| Tipsport liga     | Skupina B   | —                       | 12. místo            | 8. ledna 2014     | 25. ledna 2014  |

Poslední úprava: konec ročníku.

### Gambrinus liga
Hlavní článek: Gambrinus liga 2013/14

#### Ligová tabulka
| Poř. | Tým                | Z  | V | R | P  | VG | OG | B  |
| ---- | ------------------ | -- | - | - | -- | -- | -- | -- |
| 11.  | FK Baumit Jablonec | 30 | 9 | 7 | 14 | 43 | 53 | 34 |
| 12.  | 1. FK Příbram      | 30 | 9 | 7 | 14 | 34 | 49 | 34 |
| 13.  | SK Slavia Praha    | 30 | 8 | 6 | 16 | 24 | 51 | 30 |
| 14.  | Bohemians 1905     | 30 | 7 | 9 | 14 | 26 | 40 | 30 |
| 15.  | SK Sigma Olomouc   | 30 | 7 | 8 | 15 | 42 | 60 | 29 |

Poslední úprava: Konec ročníku.

Vysvětlivky: Z = Zápasy; V = Výhry; R = Remízy; P = Prohry; VG = Vstřelené góly; OG = Obdržené góly; B = Body.
| Celkem | Celkem | Celkem | Celkem | Celkem | Celkem | Celkem | Celkem | Doma | Doma | Doma | Doma | Doma | Doma | Venku | Venku | Venku | Venku | Venku | Venku |
| Z      | V      | R      | P      | VG     | OG     | GR     | Body   | V    | R    | P    | VG   | OG   | Body | V     | R     | P     | VG    | OG    | Body  |
| ------ | ------ | ------ | ------ | ------ | ------ | ------ | ------ | ---- | ---- | ---- | ---- | ---- | ---- | ----- | ----- | ----- | ----- | ----- | ----- |
| 30     | 8      | 6      | 16     | 24     | 51     | -27    | 30     | 5    | 4    | 6    | 15   | 25   | 19   | 3     | 2     | 10    | 9     | 26    | 11    |

Poslední úprava: Konec ročníku.

#### Kolo po kole
| Kolo     | 1 | 2  | 3  | 4 | 5  | 6 | 7  | 8  | 9  | 10 | 11 | 12 | 13 | 14 | 15 | 16 | 17 | 18 | 19 | 20 | 21 | 22 | 23 | 24 | 25 | 26 | 27 | 28 | 29 | 30 |
| -------- | - | -- | -- | - | -- | - | -- | -- | -- | -- | -- | -- | -- | -- | -- | -- | -- | -- | -- | -- | -- | -- | -- | -- | -- | -- | -- | -- | -- | -- |
| Hřiště   | D | V  | D  | V | D  | V | V  | D  | V  | D  | V  | D  | V  | D  | V  | D  | V  | D  | V  | D  | D  | V  | D  | V  | D  | V  | D  | V  | D  | V  |
| Výsledek | R | P  | P  | V | P  | V | P  | P  | P  | P  | R  | V  | R  | R  | P  | V  | P  | V  | P  | V  | P  | P  | R  | P  | P  | V  | V  | P  | R  | P  |
| Pozice   | 5 | 10 | 15 | 9 | 13 | 8 | 12 | 13 | 15 | 15 | 15 | 14 | 14 | 13 | 15 | 11 | 13 | 10 | 13 | 9  | 11 | 13 | 14 | 14 | 15 | 12 | 11 | 13 | 13 | 13 |

Poslední úprava: Konec ročníku.

Hřiště: D = Domácí; V = Venkovní. Výsledek: V = Výhra; P = Prohra; R = Remíza

#### Podzimní část
| 1. kolo 19. července 2013 | SK Slavia Praha  | 1 – 1 | FC Baník Ostrava | Eden Aréna, Praha             |  |
| 20.15 SELČ Fanda TV, Nova Sport | Tomáš Mičola 62' |       | 60' Davor Kukec  | Diváci: 7.575 Rozhodčí: Paták |  |
| Poznámky: Sestava: Čontofalský – Nitrianský, Petrák, Bortel, Čonka – Kisel (90. Fenin), Gecov, Zmrhal – Mičola (87. Štěpán), Škoda (61. Škutka), Juhar |                  |       |                  |                               |  |

| 2. kolo 28. července 2013 | FC Slovan Liberec        | 2 – 1 | SK Slavia Praha | Stadion u Nisy, Liberec         |  |
| 20.15 SELČ Fanda TV, Nova Sport | Michael Rabušic 46', 59' |       | 44' Karol Kisel | Diváci: 6.638 Rozhodčí: Zelinka |  |
| Poznámky: Sestava: Černý - Nitrianský, Petrák, Bortel, Čonka - Kisel, Gecov, Zmrhal – Juhar (56. Koreš), Fenin (66. Škutka), Mičola (76. Štěpán) |                          |       |                 |                                 |  |

| 3. kolo 5. srpna 2013 | SK Slavia Praha                   | 2 – 3 | SK Sigma Olomouc                                      | Eden Aréna, Praha               |  |
| 18.00 SELČ ČT sport | Ondřej Petrák 68' Karol Kisel 88' |       | 35' Martin Šindelář 61' Jan Navrátil 79' Ivan Lietava | Diváci: 5.842 Rozhodčí: Příhoda |  |
| Poznámky: Sestava: Černý – Nitrianský (66. Škutka), Bortel, Petrák, Čonka – Gecov – Koreš (56. Štěpán), Zmrhal, Kisel, Juhar – Fenin (46. Škoda) |                                   |       |                                                       |                                 |  |

| 4. kolo 9. srpna 2013 | FK Dukla Praha    | 0 – 1 | SK Slavia Praha | Na Julisce, Praha                 |  |
| 20.15 SELČ Fanda TV | Jan Vorel 90(+3)' |       | 27' Karol Kisel | Diváci: 4.916 Rozhodčí: Ardeleánu |  |
| Poznámky: Sestava: Černý – Nitrianský, Bortel, Kolařík (56. Škutka), Dostál – Petrák – Štěpán (65. Koreš), Kisel, Zmrhal, Juhar (90. Čonka) – Škoda |                   |       |                 |                                   |  |

| 5. kolo 19. srpna 2013 | SK Slavia Praha | 0 – 7 | FK Teplice                                                                                                | Eden Aréna, Praha               |  |
| 20.15 SELČ Fanda TV, Nova Sport | Karol Kisel 70' |       | 64', 79', 87' Aidin Mahmutović 11' Ivo Táborský 27' David Jablonský 72' Milan Matula 90' Admir Ljevaković | Diváci: 6.458 Rozhodčí: Kovařík |  |
| Poznámky: Sestava: Černý – Nitrianský, Bortel, Kolařík, Dostál (65. Fenin) – Petrák, Zmrhal – Štěpán, Kisel, Juhar (45. Koreš) – Škoda (65. Škutka) |                 |       | |                                 |  |

| 6. kolo 24. srpna 2013 | 1. SC Znojmo     | 0 – 1 | SK Slavia Praha  | Městský fotbalový stadion Srbská, Brno |  |
| 16.00 SELČ | Miloš Reljič 89' |       | 25' Štěpán Koreš | Diváci: 1.485 Rozhodčí: Proske         |  |
| Poznámky: Sestava: Černý – Dostál, Bortel, Dobrotka (C), Čonka – Gecov, Petrák (83. Šimeček) – Štěpán, Zmrhal, Koreš (72. Hurka) – Škoda (64. Škutka) |                  |       |                  |                                        |  |

| 7. kolo 1. září 2013 | FC Vysočina Jihlava                     | 2 – 1 | SK Slavia Praha  | Stadion v Jiráskově ulici, Jihlava |  |
| 17.00 SELČ | Lukáš Vaculík 74' (pen) Milan Kopic 85' |       | 14' Dávid Škutka | Diváci: 3.780 Rozhodčí: Jech       |  |
| Poznámky: Sestava: Černý – Dostál, Bortel, Dobrotka, Hurka – Petrák, Zmrhal – Štěpán (46. Mičola), Kisel, Koreš (64. Juhar) – Škutka (78. Škoda) |                                         |       |                  |                                    |  |

| 8. kolo 14. září 2013 | SK Slavia Praha  | 0 – 4 | FK Mladá Boleslav                                                    | Eden Aréna, Praha             |  |
| 20.15 SELČ ČT sport | Karel Hrubeš 45' |       | 34' Jan Štohanzl 61' Jasmin Šćuk 69' Martin Nešpor 85' Jan Chramosta | Diváci: 4.929 Rozhodčí: Jílek |  |
| Poznámky: Sestava: Hrubeš – Nitrianský, Kolařík, Dobrotka, Dostál – Gecov (46. Rakovan), Zmrhal – Koreš, Kisel (81. Šimeček), Hurka – Škutka (62. Škoda) |                  |       |                                                                      |                               |  |

| 9. kolo 22. září 2013 | FK Baumit Jablonec          | 2 – 1 | SK Slavia Praha  | Chance Arena, Jablonec nad Nisou |  |
| 19.00 SELČ | Jan Kopic 15' Vít Beneš 90' |       | 64' Dávid Škutka | Diváci: 2.800 Rozhodčí: Příhoda  |  |
| Poznámky: Sestava: Rakovan – Dostál, Dobrotka, Petrák, Čonka – Zmrhal, Gecov – Mičola (68. Štěpán), Kisel (81. Lička), Juhar – Škutka (77. Fenin) |                             |       |                  |                                  |  |

| 10. kolo 28. září 2013 | SK Slavia Praha | 0 - 2 | AC Sparta Praha                  | Eden Aréna, Praha                |  |
| 20.15 SELČ ČT sport | Karol Kisel 90' |       | 61' Lukáš Vácha 90' Bořek Dočkal | Diváci: 15.884 Rozhodčí: Kovařík |  |
| Poznámky: Sestava: Rakovan – Dostál (86. Koreš), Dobrotka, Bortel, Neves – Gecov, Zmrhal (72. Lička) – Štěpán, Kisel, Juhar – Škutka (62. Škoda) |                 |       |                                  |                                  |  |

| 11. kolo 19. října 2013 | FC Viktoria Plzeň      | 1 – 1 | SK Slavia Praha  | Doosan Arena, Plzeň            |  |
| 21.15 SELČ ČT sport | František Rajtoral 60' |       | 30' Martin Juhar | Diváci: 10.834 Rozhodčí: Jílek |  |
| Poznámky: Sestava: Rakovan – Dostál, Dobrotka (K), Škoda, Neves – Zmrhal (87. Škutka), Petrák – Prošek (68. Štěpán), Lička, Nitrianský (79. Koreš) – Juhar |                        |       |                  |                                |  |

| 12. kolo 25. října 2013 | SK Slavia Praha  | 1 – 0 | Bohemians 1905 | Eden Aréna, Praha             |  |
| 19.00 SELČ | Martin Juhar 45' |       |                | Diváci: 7.842 Rozhodčí: Paták |  |
| Poznámky: Sestava: Rakovan – Dostál, Dobrotka, Škoda, Neves – Gecov, Petrák (86. Zmrhal) – Prošek (55. Mičola), Lička (75. Kisel), Nitrianský – Juhar |                  |       |                |                               |  |

| 13. kolo 2. listopadu 2013 | 1. FK Příbram | 0 – 0 | SK Slavia Praha | Na Litavce, Příbram            |  |
| 17.00 SELČ |               |       |                 | Diváci: 4.288 Rozhodčí: Franěk |  |
| Poznámky: Sestava: Rakovan – Dostál, Škoda, Dobrotka (81. Koreš), Neves – Gecov, Zmrhal (61. Petrák) – Nitrianský, Lička, Mičola (67. Škutka) – Juhar |               |       |                 |                                |  |

| 14. kolo 10. listopadu 2013 | SK Slavia Praha | 0 – 0 | FC Zbrojovka Brno | Eden Aréna, Praha               |  |
| 17.00 SELČ |                 |       |                   | Diváci: 4.407 Rozhodčí: Příhoda |  |
| Poznámky: Sestava: Rakovan – Dostál, Škoda, Petrák, Neves – Gecov, Lička – Prošek (46. Koreš), Kisel (69. Škutka), Nitrianský – Juhar |                 |       |                   |                                 |  |

| 15. kolo 24. listopadu 2013 | 1. FC Slovácko                                                    | 3 – 0 | SK Slavia Praha | Městský fotbalový stadion Miroslava Valenty, Uherské Hradiště |  |
| 19.00 SELČ | Milan Kerbr mladší 39' (pen) Libor Došek 62' Ladislav Volešák 90' |       |                 | Diváci: 4.187 Rozhodčí: Zelinka                               |  |
| Poznámky: Sestava: Rakovan – Dostál (79. Škutka), Škoda, Petrák, Neves – Gecov, Lička – Prošek, Koreš (46. Kisel), Nitrianský (70. Zmrhal) – Juhar |                                                                   |       |                 |                                                               |  |

| 16. kolo 2. prosince 2013 | SK Slavia Praha      | 2 – 1 | Slovan Liberec     | Eden Aréna, Praha             |  |
| 18.00 SELČ | Martin Juhar 25' 63' |       | 9' Michael Rabušic | Diváci: 4.023 Rozhodčí: Jílek |  |
| Poznámky: Sestava: Rakovan – Dostál, Škoda, Dobrotka, Neves – Lička (68. Gecov), Petrák – Nitrianský (42. Koreš), Kisel (87. Prošek), Zmrhal – Juhar |                      |       |                    |                               |  |

#### Jarní část
| 17. kolo 22. února 2014 | SK Sigma Olomouc                                                                      | 5 - 1 | SK Slavia Praha                           | Andrův stadion, Olomouc         |  |
| 20.15 SELČ | Tomáš Zahradníček 8' David Depetris 13' 29' Martin Pospíšil 45' Tomáš Zahradníček 87' |       | 54' Damien Boudjemaa 69' Milan Nitrianský | Diváci: 4.721 Rozhodčí: Zelinka |  |
| Poznámky: Sestava: Rakovan – Nitrianský, Škoda, Neves, Zmrhal – Lička (46. Smejkal), Gecov - Boudjemaa, Piták (90+1. Hrubý), Vošahlík - Necid. |                                                                                       |       |                                           |                                 |  |

| 18. kolo 28. února 2014 | SK Slavia Praha                                     | 2 - 1 | FK Dukla Praha     | Stadion Eden, Praha            |  |
| 20.15 SELČ | Michal Smejkal 15' Tomáš Necid 45' Jan Vošahlík 73' |       | 87' Zbyněk Pospěch | Diváci: 4.931 Rozhodčí: Franěk |  |
| Poznámky: Sestava: Čontofalský – Dostál, Škoda, Smejkal, Neves – Zmrhal, Gecov – Boudjemaa (85. Mičola), Piták (80. Juhar), Vošahlík – Necid (90. Prošek). |                                                     |       |                    |                                |  |

| 19. kolo 10. března 2014 | FK Teplice    | 1 - 0 | SK Slavia Praha  | Na Stínadlech, Teplice           |  |
| 18.15 SELČ | Jan Hošek 86' |       | 51' Marcel Gecov | Diváci: 10.058 Rozhodčí: Nenadál |  |
| Poznámky: Sestava: Čontofalský - Dostál, Smejkal, Neves, Ritchie - Juhar, Boudjemaa (87. Lička ), Gecov, Hrubý (90. Vyhnal ), Zmrhal - Necid. |               |       |                  |                                  |  |

| 20. kolo 14. března 2014 | SK Slavia Praha     | 2 - 1 | 1. SC Znojmo      | Stadion Eden, Praha            |  |
| 20.15 SELČ | Karel Piták 39' 80' |       | 73' Nermin Crnkič | Diváci: 4.637 Rozhodčí: Proske |  |
| Poznámky: Sestava: Čontofalský – Nitrianský, Škoda, Smejkal, Ritchie – Hrubý, Zmrhal – Juhar (70. Vošahlík), Boudjemaa, Piták (C) (85. Lička) – Necid. |                     |       |                   |                                |  |

| 21. kolo 23. března 2014 | SK Slavia Praha    | 1 - 2 | FC Vysočina Jihlava                      | Stadion Eden, Praha             |  |
| 17.00 SELČ | Michal Smejkal 75' |       | 14' (vl.) Michal Smejkal 56' Haris Harba | Diváci: 5.431 Rozhodčí: Kovařík |  |
| Poznámky: Sestava: Čontofalský – Nitrianský, Škoda, Smejkal, Ritchie – Hrubý, Zmrhal – Juhar (67. Vošahlík), Piták (C) (67. Gecov), Mensah (25. Prošek) – Necid. |                    |       |                                          |                                 |  |

| 22. kolo 31. března 2014 | FK Mladá Boleslav                                        | 3 - 1 | SK Slavia Praha                        | Městský stadion, Mladá Boleslav   |  |
| 18.00 SELČ | Jasmin Ščuk 41' (pen) Pavel Šultes 45' Jan Chramosta 87' |       | 38' Kamil Čontofalský 59' Martin Juhar | Diváci: 4.739 Rozhodčí: Ardeleánu |  |
| Poznámky: Sestava: Čontofalský - Dostál, Gecov, Neves, Ritchie (89. Lička) - Juhar, Hrubý, Zmrhal, Piták (77. Nitrianský), Vošahlík (40. R. Černý) - Necid. |                                                          |       |                                        |                                   |  |

| 23. kolo 8. dubna 2014 | SK Slavia Praha | 0 - 0 | FK Baumit Jablonec | Stadion Eden, Praha             |  |
| 18.30 SELČ |                 |       |                    | Diváci: 4.038 Rozhodčí: Zelinka |  |
| Poznámky: Sestava: Černý – Dostál, Škoda, Neves, Nitrianský – Gecov (C), Zmrhal (74. Čonka) – Juhar, Hrubý, Vyhnal (14. Boudjemaa) – Necid (86. Sodoma). |                 |       |                    |                                 |  |

| 24. kolo 12. dubna 2014 | AC Sparta Praha                                      | 3 - 0 | SK Slavia Praha | Generali Arena, Praha          |  |
| 14.00 SELČ | David Lafata 29' Josef Hušbauer 53' Bořek Dočkal 77' |       |                 | Diváci: 19.089 Rozhodčí: Jílek |  |
| Poznámky: Sestava: Černý – Dostál, Škoda, Gecov, Neves – Hrubý, Zmrhal – Nitrianský (80. Smejkal), Boudjemaa (80. Eschmann), Čonka (46. Necid) – Juhar. |                                                      |       |                 |                                |  |

| 25. kolo 21. dubna 2014 | SK Slavia Praha | 0 - 2 | FC Viktoria Plzeň                | Stadion Eden, Praha             |  |
| 16.30 SELČ |                 |       | 45' Jan Kovařík 90' Tomáš Wágner | Diváci: 7.742 Rozhodčí: Zelinka |  |
| Poznámky: Sestava: Černý – Dostál, Škoda, Smejkal, Neves – Hrubý (81. Červenka), Gecov (C) – Juhar, Boudjemaa (42. Vošahlík), Zmrhal – Necid. |                 |       |                                  |                                 |  |

| 26. kolo 27. dubna 2014 | Bohemians 1905 | 0 - 1 | SK Slavia Praha | Ďolíček, Praha                  |  |
| 20.15 SELČ |                |       | 16' Tomáš Necid | Diváci: 5.000 Rozhodčí: Příhoda |  |
| Poznámky: Sestava: Černý – Nitrianský (84. Dobrotka), Škoda, Smejkal, Dostál – Juhar, Hrubý, Gecov (C), Zmrhal (62. Lička) – Vošahlík (48. Piták), Necid. |                |       |                 |                                 |  |

| 27. kolo 2. května 2014 | SK Slavia Praha                                  | 3 - 0 | 1. FK Příbram | Stadion Eden, Praha             |  |
| 20.15 SELČ | Robert Hrubý 5' Tomáš Necid 71' Martin Juhar 88' |       |               | Diváci: 4.452 Rozhodčí: Kovařík |  |
| Poznámky: Sestava: Černý – Dostál, Škoda, Smejkal, Neves – Nitrianský, Hrubý, Gecov (90.Sodoma), Piták (C) (90. Zmrhal) – Necid, Juhar (90.Prošek). |                                                  |       |               |                                 |  |

| 28. kolo 11. května 2014 | FC Zbrojovka Brno | 0 - 2 | SK Slavia Praha                 | Městský fotbalový stadion Srbská, Brno |  |
| 19.00 SELČ |                   |       | 11' Jan Šisler 72' Karel Kroupa | Diváci: 2.066 Rozhodčí: Královec       |  |
| Poznámky: Sestava: Černý – Dostál, Škoda, Smejkal, Neves (69. Dobrotka) – Nitrianský, Hrubý (69. Zmrhal), Gecov, Piták (C) – Vošahlík, Juhar (58. Boudjemaa). |                   |       |                                 |                                        |  |

| 29. kolo 25. května 2014 | SK Slavia Praha  | 1 - 1 | 1. FC Slovácko  | Stadion Eden, Praha           |  |
| 18.00 SELČ | Marcel Gecov 71' |       | 85' Jan Trousil | Diváci: 4.533 Rozhodčí: Paták |  |
| Poznámky: Sestava: Černý – Dostál, Smejkal, Škoda, Neves – Hrubý (67. Zmrhal), Gecov - Nitrianský, Boudjemaa, Piták (53. Juhar) – Necid (80. Vošahlík). |                  |       |                 |                               |  |

| 30. kolo 30. května 2014 | FC Baník Ostrava     | 2 - 0 | SK Slavia Praha | Bazaly, Ostrava                |  |
| 18.00 SELČ | Francis Narh 70' 76' |       |                 | Diváci: 12.357 Rozhodčí: Jílek |  |
| Poznámky: Sestava: Černý – Dostál, Škoda, Smejkal, Neves – Hrubý (63. Nitrianský), Gecov, Boudjemaa, Zmrhal (78. Dobrotka) – Necid, Juhar (46. Vošahlík). |                      |       |                 |                                |  |

### Pohár České pošty
Hlavní článek: Pohár České pošty 2013/14
Jednozápasová kola
| 2. kolo (1/32) 28. srpna 2013 | FC Chomutov | 0 – 7 | SK Slavia Praha                                                                               | Letní stadion, Chomutov          |  |
| 19.00 SELČ |             |       | 30', 60' Martin Hurka 64', 82' Dávid Škutka 13' Milan Bortel 47' Karol Kisel 86' Štěpán Koreš | Diváci: 3.255 Rozhodčí: Kocourek |  |
| Poznámky: Sestava: Rakovan – Dostál (50. Nitrianský), Bortel, Kolařík, Čonka – Gecov (46. Petrák), Zmrhal – Koreš, Kisel (61. Fenin), Hurka – Škutka. |             |       |                                                                                               |                                  |  |

| 3. kolo (1/16) 18. září 2013 | 1. HFK Olomouc    | 1 – 2 | SK Slavia Praha       | Holice, Olomouc                       |  |
| 16.30 SELČ | David Korčián 63' |       | 41', 52' Dávid Škutka | Diváci: 628 Rozhodčí: Ondřej Pechanec |  |
| Poznámky: Sestava: Rakovan – Dostál, Bortel, Dobrotka, Čonka – Mičola (84. Hurka), Kisel, Zmrhal, Juhar (76. Koreš) – Škutka, Fenin (77. Gecov) |                   |       |                       |                                       |  |

Dvouzápasová kola
| 4. kolo (1/8) 5. října 2013 | FK Varnsdorf | 0 – 0 | SK Slavia Praha | Městský stadion, Varnsdorf    |  |
| 16.00 CET |              |       |                 | Diváci: 2.953 Rozhodčí: Lerch |  |
| Poznámky: Info o zápase Sestava: Černý – Dostál, Dobrotka, Neves, Čonka – Štěpán (45. Nitrianský), Gecov, Zmrhal, Juhar (75. Lička) – Škoda, Škutka (63. Koreš). |              |       |                 |                               |  |

| 4. kolo (1/8) odveta 29. října 2013 | SK Slavia Praha | 1 – 0 (1 – 0 celkově) | FK Varnsdorf | Eden Aréna, Praha            |  |
| 18.00 CET | Tomáš Mičola 7' |                       |              | Diváci: 1.945 Rozhodčí: Orel |  |
| Poznámky: Info o zápase Sestava: Rakovan – Dostál, Škoda, Dobrotka, Neves – Gecov – Mičola (87. Škutka), Lička, Kisel (65. Zmrhal), Nitrianský – Juhar (78. Prošek) |                 |                       |              |                              |  |

| čtvrtfinále 26. března 2014 | SK Slavia Praha | 0 - 1 | FC Zbrojovka Brno | Eden Aréna, Praha               |  |
| 18.30 CET |                 |       | 63' Jan Šisler    | Diváci: 2.542 Rozhodčí: Příhoda |  |
| Poznámky: Sestava: Čontofalský – Dostál, Škoda, Smejkal, Ritchie – Gecov (C), Zmrhal (60. Lička) – Prošek (72. Nitrianský), Hrubý (72. Juhar), Vošahlík – Necid. |                 |       |                   |                                 |  |

| čtvrtfinále odveta 3. dubna 2014 | FC Zbrojovka Brno | 0 - 1 (*1 - 1 celkově) | SK Slavia Praha | Stadion Srbská, Brno           |  |
| 18.00 CET |                   |                        | 78' Milan Škoda | Diváci: 2.031 Rozhodčí: Proske |  |
| Poznámky: Sestava: Černý - M. Dostál , M. Gecov , F. Neves , M. Nitrianský - V. Prošek (75. P. Vyhnal), R. Hrubý , M. Lička (27. M. Škoda), J. Zmrhal (90. M. Čonka), M. Juhar - T. Necid |                   |                        |                 |                                |  |

## Ostatní týmy SK Slavia
zdroj: slavistickenoviny.cz
| Tým                             | Soutěž                         | Umístění       |
| Mužské soutěže                  | Mužské soutěže                 | Mužské soutěže |
| ------------------------------- | ------------------------------ | -------------- |
| Juniorský tým (U21)             | Juniorská liga                 | 1. místo       |
| SK Slavia Praha U19             | 1. dorostenecká liga           | 1. místo       |
| SK Slavia Praha U19             | Československý pohár           | vítěz          |
| SK Slavia Praha U18             | Česká liga dorostu             | 1. místo       |
| SK Slavia Praha U17             | Česká liga dorostu U17 A       | 5. místo       |
| SK Slavia Praha U16             | Česká liga dorostu U16 A       | 2. místo       |
| SK Slavia Praha U15             | Česká liga žáků U15 A          | 2. místo       |
| SK Slavia Praha U14             | Česká liga žáků U14 A          | 3. místo       |
| SK Slavia Praha U13             | Česká liga žáků U13 A          | 2. místo       |
| Ženské soutěže                  |                                |                |
| SK Slavia Praha - ženy          | 1. liga žen                    | 1. místo       |
| SK Slavia Praha - ženy          | Pohár KFŽ                      | vítěz          |
| Juniorský tým                   | 1. liga dorostenek             | 4. místo       |
| SK Slavia Praha - starší žákyně | 1. liga starších žákyň - Čechy | 2. místo       |
| SK Slavia Praha - mladší žákyně | 1. liga mladších žákyň - Čechy | 4. místo       |